# Liste der Kulturdenkmale in Ludwigsburg

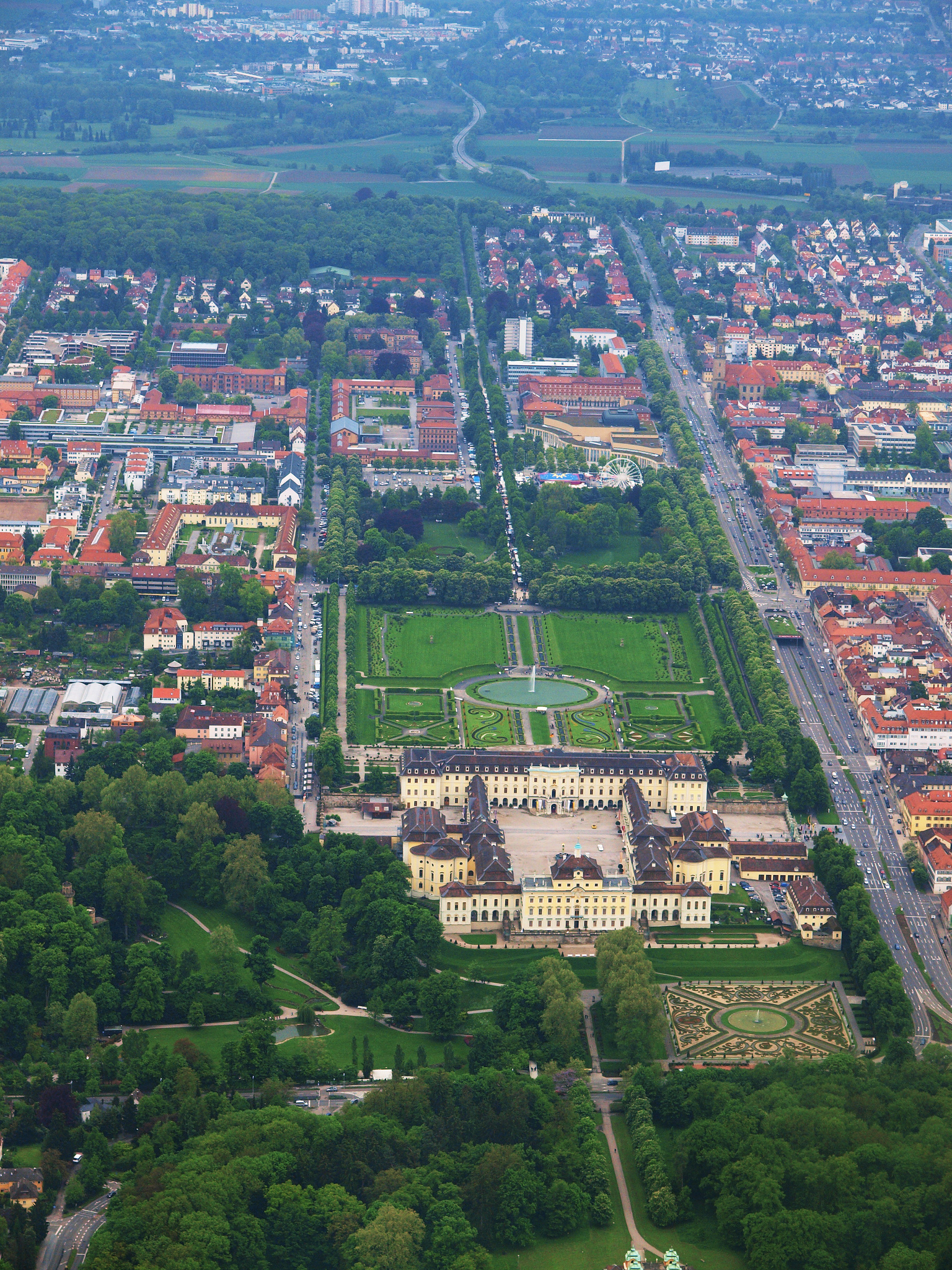
Ludwigsburg, Schlossanlage von oben

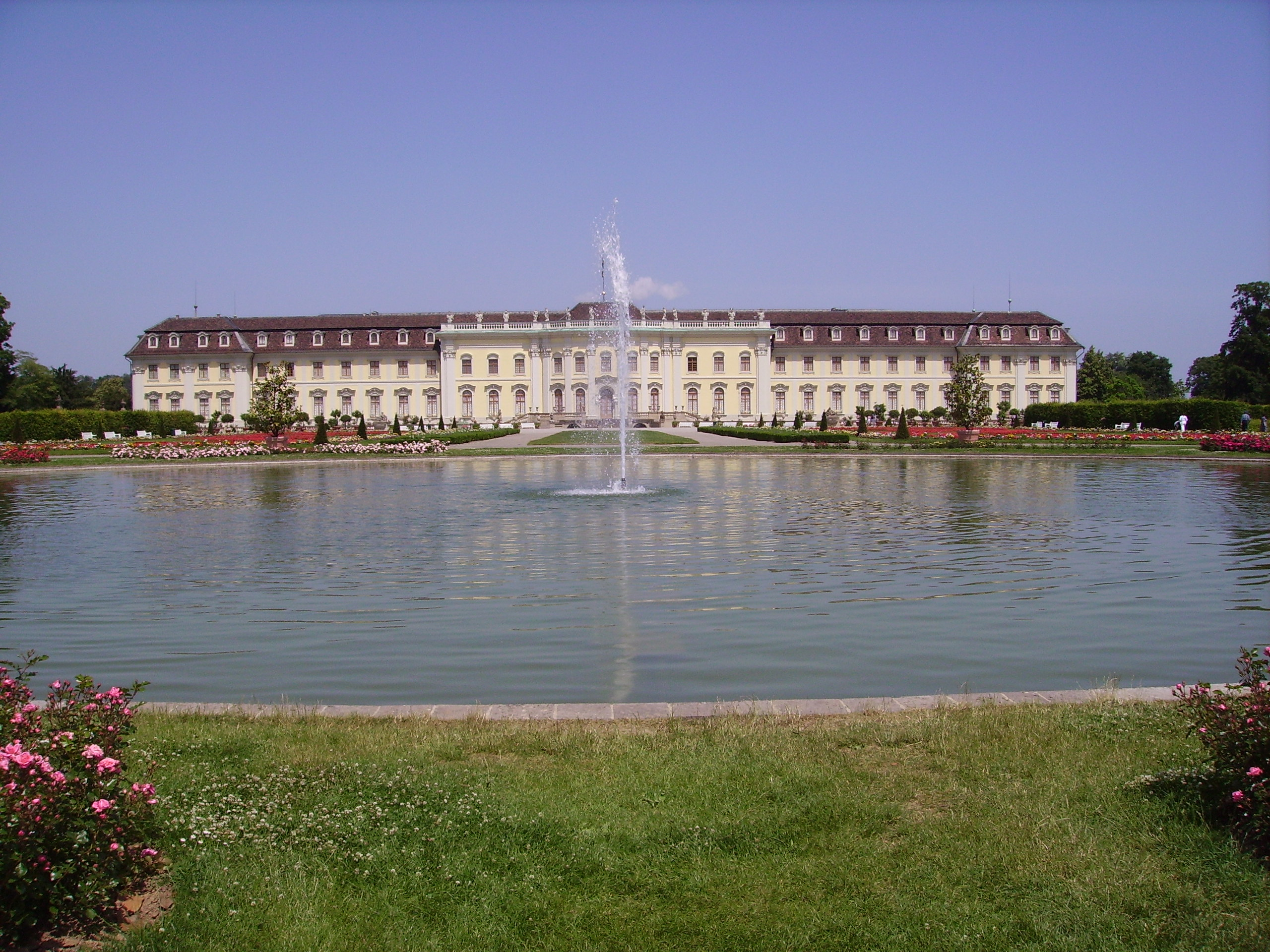
Schloss Ludwigsburg

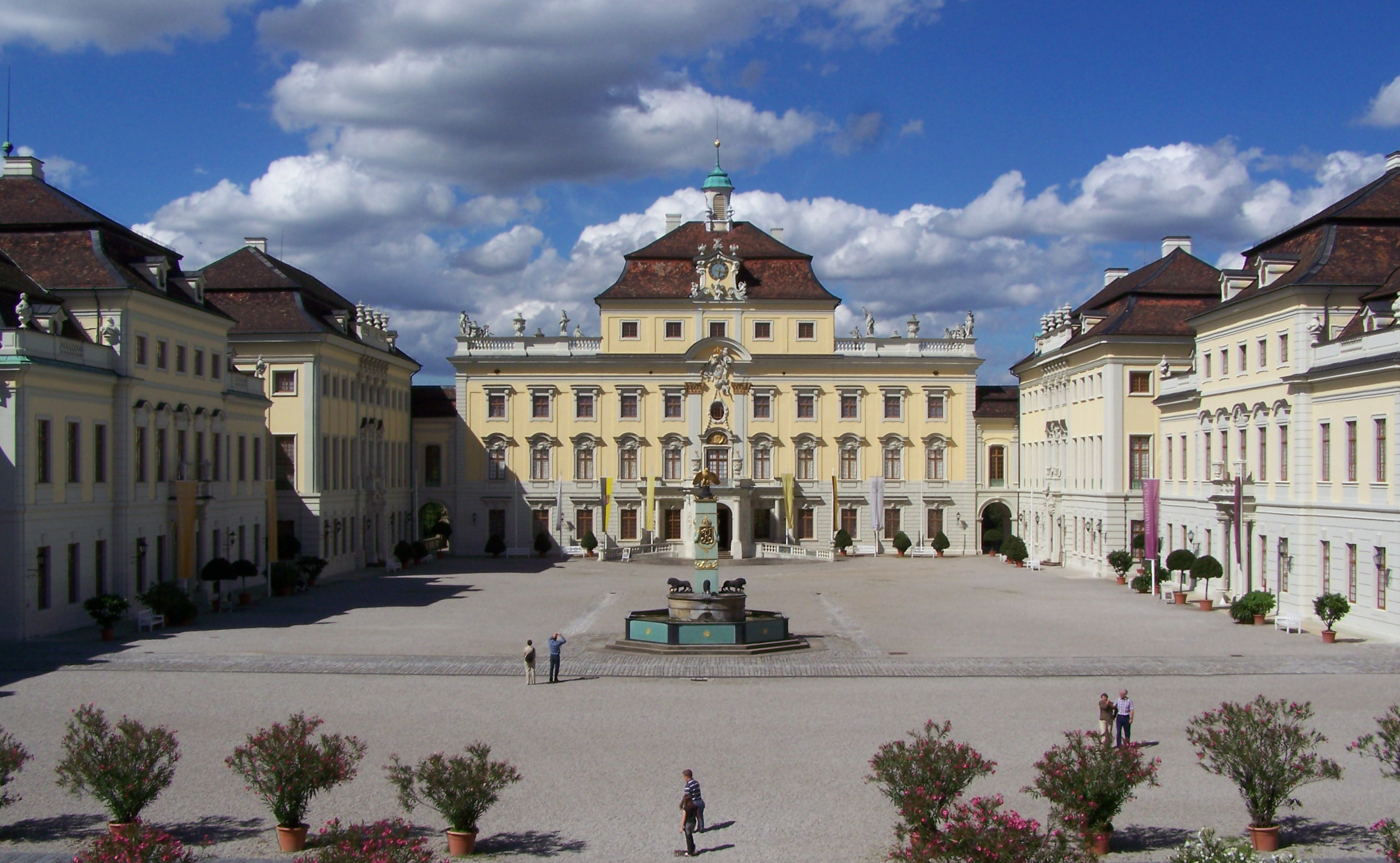
Schloss Ludwigsburg

In der Liste der Kulturdenkmale in Ludwigsburg sind alle unbeweglichen Bau- und Kunstdenkmale in Ludwigsburg aufgelistet, die im Denkmaltopographie-Band von 2004 (vergleiche Einzelnachweise) verzeichnet sind.

## Kulturdenkmale nach Ortsteilen

### Städtischer Kernbereich als Gesamtanlage nach § 19 DSchG
| Bild | Bezeichnung                          | Lage | Datierung                                          | Beschreibung | ID |
| ---- | ------------------------------------ | --- | -------------------------------------------------- | --- | -- |
|      | Der städtische Kern als Gesamtanlage | Schutzbereich: Marktplatz mit seiner Randbebauung einschließlich der beiden Kirchen und der Bebauung ihrer Platzseiten, dazu die Obere und Untere Marktstraße mit ihrer Bebauung, dann Holzmarkt und Holzmarktstraße mit ihrer baulichen Einfassung. Über dieses engere Platzensemble hinaus der Südabschnitt der Eberhardstraße mit seiner angrenzenden Bebauung und der Ostabschnitt der Wilhelmstraße (bis Arsenalplatz) mit seiner historischen Bebauung. | 1718 (von Frisoni geplant), bis 1733/34 ausgeführt | Im Jahre 1983 erließ das Regierungspräsidium in Stuttgart auf der Grundlage von Vorschlägen des Landesdenkmalamtes Baden-Württemberg eine Rechtsverordnung, mit der das historische Erscheinungsbild des städtebaulichen Kerns der Ludwigstadt unter Schutz gestellt werden konnte. Geschützt nach § 19 DSchG |    |

### Innenstadt

#### A
| Bild           | Bezeichnung                                                                                                 | Lage | Datierung             | Beschreibung | ID |
| -------------- | --- | --- | --------------------- | --- | -- |
| Weitere Bilder | Wohn- und Geschäftshaus                                                                                     | Abelstraße 10 (Karte) | 1910                  | Mansarddachhaus in Eckstellung, Karl Hammer Geschützt nach § 2 DSchG |    |
| Weitere Bilder | Wohnhaus mit Nebengebäude                                                                                   | Abelstraße 11 (Karte) | 1894                  | Renaissance- und Barockformen, Albert Bauder Geschützt nach § 2 DSchG |    |
| Weitere Bilder | Mietshaus                                                                                                   | Abelstraße 15 (Karte) | 1910                  | barockisierend, Karl Hammer Geschützt nach § 2 DSchG |    |
| Weitere Bilder | Mietshaus                                                                                                   | Abelstraße 17 (Karte) | 1898                  | Fritz Baumgärtner Geschützt nach § 2 DSchG |    |
|                | Genossenschaftliche Siedlung (Sachgesamtheit) Wilhelm-Bader-Straße 13 war Wohnhaus von Emma Unterkofler     | Albrechtstraße 11, 13, 15, 17, 19, 21; Wernerstraße 46, 48, 52, 54; Wilhelm-Bader-Straße 3–13, 4–14 | 1925–1930             | Gottfried Gabler Geschützt nach § 2 DSchG |    |
|                | Barockes Alleensystem (Sachgesamtheit)                                                                      | Aldinger Straße, Alt-Württemberg-Allee, Elmar-Doch-Straße, Erich-Schmid-Straße, Eugenstraße, Fasanenstraße, Franckstraße, Frankfurter Straße (Ludwigsburg-Nord und Eglosheim), Friedrich-Ebert-Straße, Friedrichstraße, Gänsfußallee, Hartensteinallee, Heilbronner Straße, Hindenburgstraße, Jägerhofallee, Königinallee, Königsallee, Leonberger Straße, Monreposstraße (Eglosheim), Osterholzallee, Robert-Franck-Allee, Salonallee, Schlossstraße, Schorndorfer Straße, Schwieberdinger Straße, Seeschlossallee (Eglosheim), Siegesstraße, Solitudeallee, Stuttgarter Straße, Talallee | Mitte 18. Jahrhundert | Angelegt als wesentlicher Faktor des Stadtausbaus unter Carl Eugen, zum Teil auf der Planung Frisonis beruhend; drei funktional unterschiedliche Alleentypen: Innerstädtische Alleen, Feldalleen, Chaussee-Alleen Geschützt nach § 2 DSchG |    |
|                | Teil des barocken Alleensystems                                                                             | Aldinger Straße (Karte) | Mitte 18. Jahrhundert | Geschützt nach § 2 DSchG |    |
|                | Mietshaus                                                                                                   | Alleenstraße 4 (Karte) | 1873                  | Spätklassizismus, Theodor Föll Geschützt nach § 2 DSchG |    |
|                | Doppelmietshaus                                                                                             | Alleenstraße 6, 8 (Karte) | 1886/87               | Ludwig Schell, Werkmeister Geschützt nach § 2 DSchG |    |
|                | Doppelmietshaus                                                                                             | Alleenstraße 6 (Karte) | 1886/87               | Ludwig Schell, Werkmeister Geschützt nach § 2 DSchG |    |
|                | Doppelmietshaus                                                                                             | Alleenstraße 8 (Karte) | 1886/87               | Ludwig Schell, Werkmeister Geschützt nach § 2 DSchG |    |
|                | Mietshaus                                                                                                   | Alleenstraße 7 (Karte) | 1879                  | Neoklassizismus, Paul Baumgärtner Geschützt nach § 2 DSchG |    |
|                | Mietshaus                                                                                                   | Alleenstraße 9 (Karte) | 183                   | Spätklassizismus, Paul Baumgärtner Geschützt nach § 2 DSchG |    |
|                | Mietshaus                                                                                                   | Alleenstraße 10 (Karte) | 1887                  | Historismus, Paul Baumgärtner Geschützt nach § 2 DSchG |    |
|                | Ehemaliges Königliches Gymnasium und Oberrealschule mit Turnhalle, seit 1920 Schiller- und Mörike-Gymnasium | Alleenstraße 16, Karlstraße 19, 21 (Karte) | 1909                  | Barock-klassizistische Dreiflügelanlage, Paul Schmohl und Georg Stähelin; Bildreliefs (nach 1930) von Erwin Dauner und Erwin Scheerer Geschützt nach § 2 DSchG |    |
| Weitere Bilder | Stadtbad | Alleenstraße 20 (Karte) | 1907/08               | Paul Schmohl und Georg Stähelin Geschützt nach § 2 DSchG |    |
|                | Südflügel des Artilleriedepots der Mathildenkaserne (siehe Mathildenstraße 20)                              | Alleenstraße 25, 27 (Karte) |                       | Geschützt nach § 2 DSchG |    |
|                | Teil des barocken Alleensystems (siehe Aldinger Straße)                                                     | Alt-Württemberg-Allee (Karte) | 1759/60               | Die längste barocke Achse in der Osthälfte der Innenstadt; am Ende des 20. Jahrhunderts geprägt durch großflächige Neubebauung Geschützt nach § 2 DSchG |    |
|                | Sogenanntes Dörfle, Wohnsiedlung für Bedienstete der Vollzugsanstalt (siehe Schorndorfer Straße 26)         | Alt-Württemberg-Allee 24, 24/1, 24/2, 26, 28 (Karte) | 1884–1892             | Neun um ein Gartenkarree gruppierte Reihenhäuser, Hugo Assenheimer Geschützt nach § 2 DSchG |    |
| Weitere Bilder | Doppelwohnhaus                                                                                              | Alt-Württemberg-Allee 35, 37 (Karte) | 1894                  | Backsteinbau mit historisierender Straßenfront, Fritz Baumgärtner Geschützt nach § 2 DSchG |    |
|                | Mannschafts- und Wohngebäude der früheren Luitpoldkaserne, heute Behördengebäude                            | Alt-Württemberg-Allee 40, Fasanenstraße 47 (Karte) | 1892/93               | Historisierender Backsteinbau, nur Hauptflügel der Dreiflügelanlage erhalten (siehe auch: Fasanenstraße 47 (Ludwigsburg)) Geschützt nach § 2 DSchG |    |
|                | Ehemalige Post, später Garnisonsverwaltung                                                                  | Arsenalplatz 1 (Karte) | 1770/72               | Traufenhaus mit Mansarddach und Mittelportal Geschützt nach § 2 DSchG |    |
|                | Kriegerdenkmal des Infanterie-Regiments „Alt-Württemberg“ (3. Württembergisches) Nr. 121 am Arsenalplatz    | Arsenalplatz (Karte) |                       | Geschützt nach § 2 DSchG |    |
| Weitere Bilder | Ehemalige Arsenalkaserne, heute Staatsarchiv Ludwigsburg                                                    | Arsenalplatz 3 (Karte) | 1761–1764, 1873 Umbau | Johann Adam Groß d. J. Geschützt nach § 2 DSchG |    |
|                | Historische Stadtumgrenzung                                                                                 | Asperger Straße, Asperger Straße 52, Bietigheimer/Heilbronner Straße, Friedrichstraße 40/1, 48, Gießhausstraße 13, Königsallee 7, Pflugfelder Straße 38, Robert-Franck-Allee 13, 30, 32, 52, Schlossstraße 52, Schorndorfer Straße 58, 60, 71, Straußweg, Stuttgarter Straße 62, 65 | 1760                  | Die Reste der bereits ab Mitte des 19. Jahrhunderts abgetragenen, überbauten oder in Verfall geratenen Umfassungsmauer des 18. Jahrhunderts haben sich nur an wenigen Stellen anschaulich erhalten. Von acht Wachhäusern haben sich fünf erhalten: Asperger Tor (Asperger Straße 52), Pflugfelder Tor (Pflugfelder Straße 38), Stuttgarter Tor (Stuttgarter Straße 62), Aldinger Tor (Robert-Franck-Allee 52) und das Schorndorfer Tor (Schorndorfer Straße 60). Im Auftrag von Carl Eugen durch Adam Groß d. J. einheitlich geplant. Geschützt nach § 2 DSchG |    |
|                | Türstock/Inschrift No. 220 Hiller 1806                                                                      | Asperger Straße 6 (Karte) | 1806                  | Geschützt nach § 2 DSchG |    |
| Weitere Bilder | Wohnhaus, heute Bürogebäude                                                                                 | Asperger Straße 22 (Karte) | 1825/26               | Klassizismus, Ludwig G. Abel, Kreisbaurat Geschützt nach § 2 DSchG |    |
| Weitere Bilder | Villa Frischauer, seit 1949 Sitz des Deutsch-Französischen Instituts                                        | Asperger Straße 34 (Karte) | 1923                  | Werksteinputzbau (Eisenbetonkonstruktion), Neoklassizismus, Otto Eichert Geschützt nach § 2 DSchG |    |
|                | Versammlungshaus                                                                                            | Asperger Straße 37 (Karte) | 1887                  | Sitz der Freimaurerloge „Johannes zum wiedererbauten Tempel“. Gotisierend mit Werksteinsockel und Rahmengliederung, Mittelrisalit. Albert Bauder Geschützt nach § 2 DSchG |    |
|                | Wohnhaus | Asperger Straße 39 (Karte) | 1896                  | Historisierender Klinkerbau, Fritz Baumgärtner Geschützt nach § 2 DSchG |    |
|                | Villa Eichert                                                                                               | Asperger Straße 40 (Karte) | 1923                  | Ländliches Wohnhaus mit dekorativem Garteneingang, Otto Eichert Geschützt nach § 2 DSchG |    |
| Weitere Bilder | Fabrikantenvilla mit Garteneinfriedung                                                                      | Asperger Straße 43 (Karte) | 1897                  | Backsteinbau mit dekorativen Werksteinteilen und Fachwerk. Garteneinfriedung. Hugo Assenheimer Geschützt nach § 2 DSchG |    |
|                | Wohnhaus | Asperger Straße 44 (Karte) | 1887/88               | Symmetrischer Backsteinbau mit Mittelrisalit, Terrasse mit schmiedeeiserner Laube. Fritz Baumgärtner Geschützt nach § 2 DSchG |    |
|                | Ehemalige Gastwirtschaft zum Englischen Garten                                                              | Asperger Straße 47, 49 (Karte) | 1881                  | Verputztes Fachwerkobergeschoss und übergiebelte Außenachsen im langgestreckten Gebäude (mit Tanzsaal auf der Rückseite). A. Ockert, Werkmeister Geschützt nach § 2 DSchG |    |
| Weitere Bilder | Wohnhaus | Asperger Straße 48 (Karte) | 1888                  | Backsteinbau mit Werksteingliederung. Heinrich Dobler Geschützt nach § 2 DSchG |    |
| Weitere Bilder | Asperger Torhaus und Garnisonmuseum Ludwigsburg (Teil der SG „Historische Stadtumgrenzung“)                 | Asperger Straße 52 (Karte) | 18. Jahrhundert       | Mansarddachbau mit Sandsteinlaube Geschützt nach § 2 DSchG |    |
|                | Doppelwohnhaus                                                                                              | Asperger Straße 55, Bismarckstraße 15 (Karte) | 1902/03               | Putzbau mit Werksteingliederung in barockisierenden Formen. Christian Haußer Geschützt nach § 2 DSchG |    |
|                | Gründungsgebäude des Diakoniewerks Karlshöhe, ein Komplex auf der Karlshöhe                                 | Auf der Karlshöhe 1, 5, 9, 11, 13, Königinallee 48, Paulusweg 2 | 1876/77               | Kernbereich der ehemaligen Brüder- und Kinderanstalt (Julius Mössner): Backsteinbauten um einen Rechteckhof, Ein Schul- und Lehrerwohnhaus (Nr. 11), zwei Mädchenwohnhäuser (Nr. 5, 13), ein Wasch- und Backhaus (Nr. 9) – Nordöstlich davon die heutige Kirche der Karlshöhe (Königinallee 48), 1931 von Otto Eichert – Westlich davon das sogenannte Brüderhaus (Auf der Karlshöhe 1), 1926 von Adolf Knecht – und ein erneuerter klassizistischer Säulenportikus (Paulusweg 2) Geschützt nach § 2 DSchG                                                     |    |

#### B
| Bild           | Bezeichnung | Lage                                   | Datierung                                                                  | Beschreibung | ID |
| -------------- | --- | -------------------------------------- | -------------------------------------------------------------------------- | --- | -- |
|                | Gaststätte zum Bären | Bärenstraße 7 (Karte)                  | 1720, 1865 (Umbau)                                                         | Ursprünglich Handwerkerhaus mit seitlicher Toreinfahrt. 1865 Umbau und Aufstockung. Geschützt nach § 2 DSchG |    |
| Weitere Bilder | Musikhalle | Bahnhofstraße 19 (Karte)               | 1889/90                                                                    | Stiftung des Ludwigsburger Kaffeefabrikanten Hermann Franck. Spätgründerzeitlicher Repräsentationsbau in Backstein mit Werksteingliederung, Dekor und Dachformen im französischen Renaissance-Stil. Im Inneren großer Rechtecksaal mit umlaufendem zweigeschossigem Arkadengang. Johann Schmohl und Alfred Bauder 1936/37 Innenumbau. Geschützt nach § 2 DSchG |    |
|                | Mietswohnhaus mit Nebengebäude | Bahnhofstraße 29, Karlstraße 4 (Karte) | 1890                                                                       | Großbürgerliches Etagenhaus, winkelförmig angelegter Backsteinbau mit reicher Werksteingliederung in Renaissanceformen, von Albert Bauder. Nachbarhaus (Karlstraße 4) war ursprünglich dazugehöriges Wohn- und Ökonomiegebäude. Geschützt nach § 2 DSchG |    |
|                | Wohn- und Geschäftshaus | Bei der Katholischen Kirche 1 (Karte)  | 1730, 1894 (Umbau)                                                         | Ursprünglich Eckhaus mit Laubengang im Anschluss an Haus Marktplatz 3, durchgreifender Umbau und Erweiterung nach Osten durch Ernst Fritz, einheitlich barockisierende Fassadengliederung. Ladeneinbauten ab 1921. Geschützt nach § 2 DSchG |    |
|                | Wohn- und Geschäftshaus, war Wohnhaus von Florina Ottenheimer                                                                                 | Bei der Katholischen Kirche 2 (Karte)  | 1730, 1896 (Umbau)                                                         | Das zweigeschossige Eckhaus aus der Zeit nach 1730 wurde 1896 für einen Hutmacher umgebaut (Eckerker und Schweifgiebel). Damals auch die Ladeneinbauten im Erdgeschoss, die heute modernisiert sind. Geschützt nach § 2 DSchG |    |
| Weitere Bilder | Ehemalige Reformierte Kirche, dann evangelische Garnisonkirche, heute Katholische Kirche zur Heiligsten Dreieinigkeit                         | Bei der Katholischen Kirche 5 (Karte)  | 1721 (Baubeginn, Paolo Retti), 1738 (Fertigstellung, Johann Leonhard Frey) | Das Innere der Kirche wurde erst 1780/1781 nach der Erhebung zur Garnisonkirche vollendet. Die Kirche wurde ab 1810 auch von den Katholiken genutzt, nach dem Bau der neuen Garnisonkirche auf dem Karlsplatz ging sie 1903 endgültig auf die katholische Gemeinde über. 1905 erfolgten eine Umgestaltung des Innenraums und ein Anbau der bestehenden Chorapsis mit Flankenbauten in den äußerlich vorgegebenen Barockformen durch den Kirchenbaumeister Johann Cades. Renovierungen wurden in den 1950er und in den 1980er Jahren durchgeführt. Geschützt nach § 2 DSchG |    |
|                | Teil der Stadtumgrenzung (siehe Aperger Straße) Hier: Sandsteinpfeiler mit Figurenschmuck (Putten mit Wappenkartusche)                        | Bietigheimer Straße/Heilbronner Straße | 1888 (versetzt)                                                            | Barock nachempfundener Pfeiler des Heilbronner Tores, 1888 an die Stelle des Bietigheimer Tors versetzt, heute erneuert und auf Grünfläche versetzt. Geschützt nach § 2 DSchG |    |
|                | Wohnhaus mit Gaststätte | Bietigheimer Straße 2 (Karte)          | 1895                                                                       | Hoher Werkstein-Backstein-Bau in Hanglage, untere Geschosse für Gaststättennutzung konzipiert. Ernst Friz Geschützt nach § 2 DSchG |    |
|                | Wohnhaus mit Ökonomie | Bietigheimer Straße 4 (Karte)          | 1725/26                                                                    | Ursprünglich Dreiflügelanlage mit schmalem Innenhof. Rundbogiges Hoftor zum Postgässle. Geschützt nach § 2 DSchG |    |
|                | Steinerne Wappenkartusche | Bietigheimer Straße 7 (Karte)          | Frühes 18. Jahrhundert                                                     | Geschützt nach § 2 DSchG |    |
|                | Wohnhaus | Bietigheimer Straße 9 (Karte)          | Um 1760, 2001/02 (Sanierung)                                               | Ursprünglich zweiflügeliges Handwerkerhaus, Bei der Sanierung 2001/02 Versetzung des Eingangs in die Mitte anstelle eines früheren Ladeneinbaus. Geschützt nach § 2 DSchG |    |
| Weitere Bilder | Wohnhausgruppe | Bismarckstraße 3, 5, 7, 9, 11 (Karte)  | 1903                                                                       | Langgestreckter Putzbau mit fünf Wohnhauseinheiten unter gemeinsamer Verdachung. Friedrich Haußer Geschützt nach § 2 DSchG |    |
|                | Ehemaliges Offizierskasino des 2. Württembergischen Ulanenregiments Nr. 20 heute Gebäude der Kreishandwerkerschaft Ludwigsburg und Gaststätte | Bismarckstraße 24 (Karte)              | 1913/14, 1954/55 (Renovierung)                                             | Schlossartiger Putzbau mit Mansardwalmdach und barockisierenden Formen. Hauptfront zum Garten symmetrisch gegliedert, wegen Hanglage hoher Unterbau mit vorspringender Terrasse auf Pfeilerarkaden. Fassaden durch Zwerchhäuser und plastisches Dekor belebt. Garteneinfriedung mit Toren. Nach der Renovierung ist es ein Büro- und Versammlungsgebäude mit Gaststätte Württemberger Hof. Geschützt nach § 2 DSchG |    |
|                | Villa | Bismarckstraße 26 (Karte)              | 1907                                                                       | Eingeschossiger Putzbau mit Mansardgiebeldach, rückwärtige Hanglage durch hohen Unterbau mit Terrasse auf Pfeilerarkaden ausgeglichen. Malerische Ausgestaltung des Baus durch Erker, Treppenhausrisalit usw. Originale Garteneinfassung. Von Friedrich Haußer Geschützt nach § 2 DSchG |    |
|                | Villa | Bismarckstraße 30 (Karte)              | 1910                                                                       | Zweigeschossiger Putzbau mit glockenförmigem Walmdach, hangseits zweigeschossiger Terrassenvorbau. Seitenvorhalle mit Treppenturm und Polygonerker als plastische Teile. Friedrich Haußer Geschützt nach § 2 DSchG |    |
|                | Wohnhausgruppe | Bismarckstraße 31, 33, 35 (Karte)      | 1921                                                                       | Dreiteiliger verputzter Bau unter gemeinsamem Walmdach, Kellersockel in Werkstein, Polygonerker an den Außenachsen. Friedrich Haußer Geschützt nach § 2 DSchG |    |
|                | Villa | Bismarckstraße 32 (Karte)              | 1911                                                                       | Symmetrischer kubischer Putzbau mit Walmdach. Originale Garteneinfriedung. Friedrich Haußer. Geschützt nach § 2 DSchG |    |
|                | Wohnhaus (Teil der SG Gruppe dreier Wohnhäuser)                                                                                               | Bismarckstraße 37 (Karte)              | 1907–1909                                                                  | Gartenstadtähnliche symmetrische Dreiergruppe mit erhaltener Einfriedung. Friedrich Haußer. Geschützt nach § 2 DSchG |    |
|                | Villa | Bismarckstraße 38 (Karte)              | 1909                                                                       | Massivbau mit Mansard-Krüppelwalmdach im Landhausstil der Heimatschutzbewegung. Auflockerung durch Eckerker, Seitenerker mit Zwerchhaus und rückseitiger Veranda. Erhaltene Garteneinfriedung. Friedrich Haußer. Geschützt nach § 2 DSchG |    |
|                | Wohnhaus (Teil der SG Gruppe dreier Wohnhäuser)                                                                                               | Bismarckstraße 39 (Karte)              | 1907–1909                                                                  | Gartenstadtähnliche symmetrische Dreiergruppe mit erhaltener Einfriedung. Friedrich Haußer. Geschützt nach § 2 DSchG |    |
|                | Wohnhaus (Teil der SG Gruppe dreier Wohnhäuser)                                                                                               | Bismarckstraße 41 (Karte)              | 1907–1909                                                                  | Gartenstadtähnliche symmetrische Dreiergruppe mit erhaltener Einfriedung. Friedrich Haußer. Geschützt nach § 2 DSchG |    |
|                | Doppelwohnhaus | Bismarckstraße 51, 53 (Karte)          | 1922                                                                       | Vorgeblendete Tuffsteinfassade, eingeschossige Standerker und flaches Walmdach mit Fledermausgauben. Friedrich Haußer. Geschützt nach § 2 DSchG |    |
|                | Doppelwohnhaus | Bismarckstraße 55, 57 (Karte)          | 1922                                                                       | Pendant zum Nachbarhaus Nr. 51, 53. Friedrich Haußer. Geschützt nach § 2 DSchG |    |
|                | Doppelwohnhaus | Blumenstraße 5,7 (Karte)               | 1894                                                                       | Putzbau mit Schwebegiebeln über den Außenachsen, Kniestock und Giebelfronten mit Zierfachwerk (Anklänge an Schweizerhaus). Karl Schell Geschützt nach § 2 DSchG |    |
|                | Wohnhaus | Blumenstraße 13 (Karte)                | 1929/30                                                                    | Kompaktes Giebelhaus. Adolf Knecht. Geschützt nach § 2 DSchG |    |
|                | Doppelwohnhaus | Blumenstraße 20, 22 (Karte)            | 1929/30                                                                    | Blockhafter Massivbau mit Mansardwalmdach. Adolf Knecht. Geschützt nach § 2 DSchG |    |
| Weitere Bilder | Mietswohnhaus mit Laden | Bogenstraße 1 (Karte)                  | 1913                                                                       | Eckhaus zur Schützenstraße, von Karl Hammer Geschützt nach § 2 DSchG |    |
| Weitere Bilder | Mietswohnhaus | Bogenstraße 3 (Karte)                  | 1913                                                                       | Zusammen mit Nr. 3 von Karl Hammer. Geschützt nach § 2 DSchG |    |
| Weitere Bilder | Mietswohnhaus | Bogenstraße 21, Kreuzstraße 4 (Karte)  | 1897                                                                       | Winkelförmig angelegter Backsteinbau mit Eckerker, historisierende Backsteingliederung der Außenfront. Fritz Baumgärtner Geschützt nach § 2 DSchG |    |
| Weitere Bilder | | Brenzstraße 2 (Karte)                  |                                                                            | Geschützt nach § 2 DSchG |    |
|                | Fabrikantenvilla, heute Bürohaus | Brenzstraße 21 (Karte)                 | 1905                                                                       | Asymmetrisch gegliederter Putzbau in barockisierendem Habitus. Eisenlohr und Weigle Geschützt nach § 2 DSchG |    |

#### C
| Bild | Bezeichnung                      | Lage                        | Datierung                | Beschreibung | ID |
| ---- | -------------------------------- | --------------------------- | ------------------------ | --- | -- |
|      | Wohnhaus                         | Charlottenstraße 3 (Karte)  | 1724, 1874 (Ladeneinbau) | Handwerkerhaus, Putzbau über Hochkeller, Ladeneinbau in historisierender Form Geschützt nach § 2 DSchG            |    |
|      | Wohnhaus                         | Charlottenstraße 7 (Karte)  | nach 1730                | Zweigeschossiger Putzbau, Ladeneinbau um 1873 Geschützt nach § 2 DSchG                                            |    |
|      | Schmiedeeisernes Wirtshausschild | Charlottenstraße 11 (Karte) | 2. H. 18. Jahrhundert    | Barocke Schmiedeeisenarbeit für das Gasthaus zum goldenen Schlüssel Geschützt nach § 2 DSchG                      |    |
|      | Wohnhaus                         | Charlottenstraße 23 (Karte) | Um 1750                  | Zweiflügelanlage in Eckstellung zur Schlossstraße, im Ostteil auf Gewölbekeller stehend. Geschützt nach § 2 DSchG |    |

#### E
| Bild | Bezeichnung                                                                              | Lage                                     | Datierung | Beschreibung | ID |
| ---- | ---------------------------------------------------------------------------------------- | ---------------------------------------- | --------- | --- | -- |
|      | Altes Kirchliches Oberamt, später Verwaltungsgebäude, heute MIK Museum Information Kunst | Eberhardstraße 1 (Karte)                 | 1731–1733 | Stattliche Zweiflügelanlage mit Walmdach, ursprünglich Amts- und Wohngebäude (ab 1888 Oberamtei), nach 1950 Verwaltungsgebäude Geschützt nach § 2 DSchG |    |
|      | Wohn- und Geschäftshaus                                                                  | Eberhardstraße 4 (Karte)                 | 1725/26   | Traufständiges Haus mit Zwerchhaus und korbbogiger Toreinfahrt. Geschützt nach § 2 DSchG                                                                |    |
|      | Wohn- und Geschäftshaus, Gastwirtschaft Post-Cantz                                       | Eberhardstraße 6 (Karte)                 | 1725/26   | Zweigeschossiger Putzbau mit Zwerchgiebel. Im 19. Jahrhundert Einrichtung einer Gaststätte Geschützt nach § 2 DSchG                                     |    |
|      | Wohn- und Geschäftshaus                                                                  | Eberhardstraße 8 (Karte)                 | 1724      | Ehemaliges Handwerkerhaus, von Schreiner Caspar Paul erbaut Geschützt nach § 2 DSchG                                                                    |    |
|      | Wohn- und Geschäftshaus                                                                  | Eberhardstraße 9 (Karte)                 | 1724      | Putzbau mit zentralem Eingang und einachsigem Zwerchhaus darüber, dieses erweitert und Ladeneinbauten Geschützt nach § 2 DSchG                          |    |
|      | Wohn- und Geschäftshaus                                                                  | Eberhardstraße 10 (Karte)                | 1725      | Putzbau mit Zwerchhaus und zentraler Hofeinfahrt, später Ladeneinbauten Geschützt nach § 2 DSchG                                                        |    |
|      | Wohn- und Geschäftshaus                                                                  | Eberhardstraße 11 (Karte)                | 1724      | Handwerkerhaus, 1894/66 Ladeneinbau Geschützt nach § 2 DSchG                                                                                            |    |
|      | Wohn- und Geschäftshaus                                                                  | Eberhardstraße 12, Bärenstraße 2 (Karte) | 1724      | Winkelhaus in Eckstellung zur Bärenstraße, mit barockisierenden Gewänden, heute modernisiert Geschützt nach § 2 DSchG                                   |    |
|      | Wohn- und Geschäftshaus                                                                  | Eberhardstraße 18 (Karte)                | nach 1733 | Zweigeschossiger Massivbau mit mittigem Portal, Ladeneinbauten um 1900, heute modernisiert Geschützt nach § 2 DSchG                                     |    |
|      | Wohnhaus                                                                                 | Eberhardstraße 19 (Karte)                | 1725      | Ursprünglich mit Bäckerei, nachträglicher Gaststätteneinbau in der Südfront Geschützt nach § 2 DSchG                                                    |    |
|      | Wohnhaus                                                                                 | Eberhardstraße 28, Kaffeeberg 10 (Karte) | 1716      | Aus zwei Baukörpern gefügte L-förmige Anlage. Bauliche Veränderungen des 19./20. Jahrhunderts Geschützt nach § 2 DSchG                                  |    |
|      | Teil des barocken Alleensystems (siehe Aldinger Straße)                                  | Elmar-Doch-Straße (Karte)                | barock    | Westliche Fortsetzung der Hartensteinallee Geschützt nach § 2 DSchG                                                                                     |    |
|      | Teil des barocken Alleensystems (siehe Aldinger Straße)                                  | Erich-Schmid-Straße (Karte)              | barock    | Westliche Fortsetzung der Königinallee Geschützt nach § 2 DSchG                                                                                         |    |
|      | Teil des barocken Alleensystems (siehe Aldinger Straße)                                  | Eugen-Straße (Karte)                     | barock    | Innerstädtische Allee, ursprünglich Bestandteil der Jägerhofgüter Geschützt nach § 2 DSchG                                                              |    |

#### F
| Bild           | Bezeichnung | Lage                                          | Datierung               | Beschreibung | ID |
| -------------- | --- | --------------------------------------------- | ----------------------- | --- | -- |
| Weitere Bilder | Teil des barocken Alleensystems (siehe Aldinger Straße) | Fasanenstraße (Karte)                         | barock                  | Verlängerung der Mömpelgardstraße, ab 1817 mit Nussbäumen bepflanzt. Östliche Begrenzung der sogenannten Bärenwiese Geschützt nach § 2 DSchG                                                                                          |    |
| Weitere Bilder | Schloss Favorite mit Favoritepark einschließlich Forsthaus mit Nebengebäuden und benachbarten historischen Geländebauten; dazu erhaltene Gemarkungssteine und Steinbänke sowie die Reste einer ergrabenen Römerstraße | Favoritepark 1, 2, 3, 4 (Karte)               |                         | Es ist eines der herausragenden Beispiele des Typs Jagd- und Lustschloss in Süddeutschland. Geschützt nach § 2 DSchG |    |
|                | Nebengebäude (Teil der SG Forsthaus mit Nebengebäuden) im Favoritepark | Favoritepark 3 (Karte)                        |                         | Geschützt nach § 2 DSchG |    |
|                | Nebengebäude (Teil der SG Forsthaus mit Nebengebäuden) im Favoritepark | Favoritepark 4 (Karte)                        |                         | Geschützt nach § 2 DSchG |    |
|                | Teil des barocken Alleensystems (siehe Aldinger Straße) | Franckstraße (Karte)                          | barock                  | Fortsetzung der Leonberger Straße westlich des Bahndamms Geschützt nach § 2 DSchG |    |
|                | Ehemalige Fabrikantenvilla Johann Heinrich Franck mit Park und Gartenpavillon, heute Gebäude des Ludwigsburger Kunstvereins                                                                                           | Franckstraße 2, 4 (Karte)                     | 1868, 1886–1897 (Umbau) | Umbau zum Repräsentationsbau mit Werksteingliederung in barockisierenden Formen durch Albert Bauder. Gartenpavillon im Schweizerhausstil, um 1880, mit erhaltener Parkumfriedung. Geschützt nach § 2 DSchG                            |    |
|                | Zichorienfabrik Heinrich Franck & Söhne, heute „Nestlé Deutschland AG“ (Unifranck) | Franckstraße 5, Pflugfelder Straße 31 (Karte) | ab 1868                 | Nur ein Teil des Verwaltungs- und Produktionsgebäudes ist erhalten, mehrfach umgebaut und endlich vereinheitlicht durch Friedrich Haußer (1904, bzw. 1910). Ostteil eines Magazingebäudes aus dem Jahr 1909. Geschützt nach § 2 DSchG |    |
| Weitere Bilder | Teil des barocken Alleensystems (siehe Aldinger Straße) | Friedrich-Ebert-Straße (Karte)                | barock, 1750            | Ostfortsetzung der heute so genannten Alleenstraße Geschützt nach § 2 DSchG |    |
|                | Arbeitshaus, sogenanntes Spinnhaus der ehemaligen Strafvollzugsanstalt (siehe Schorndorfer Straße 26) | Friedrich-Ebert-Straße 27 (Karte)             |                         | Geschützt nach § 2 DSchG |    |
|                | Teil des barocken Alleensystems (siehe Aldinger Straße) | Friedrichstraße (Karte)                       | barock                  | Querallee vor dem südlichen Stuttgarter Tor Geschützt nach § 2 DSchG |    |
| Weitere Bilder | Wohn- und Verwaltungsgebäude | Friedrichstraße 3 (Karte)                     | 1902                    | Von Ernst Friz für eine sogenannte Landarmenbehörde (Türsturzinschrift) errichtet. Geschützt nach § 2 DSchG |    |
|                | Villa | Friedrichstraße 4 (Karte)                     | 1899, 1901, 1907        | Kernbau durch Beisbarth und Früh, Erweiterungen (1901 und 1907) durch Friedrich Haußer. Teile der Garteneinfriedung erhalten. Geschützt nach § 2 DSchG                                                                                |    |
|                | Doppelwohnhaus mit Nebengebäude | Friedrichstraße 8, 10 (Karte)                 | 1901/02                 | Zweiteiliger Putzbau von Friedrich Haußer; mit Remisengebäude Geschützt nach § 2 DSchG |    |
| Weitere Bilder | Mietswohnhaus | Friedrichstraße 11 (Karte)                    | 1902                    | Backsteinbau in Eckstellung von Karl Hammer Geschützt nach § 2 DSchG |    |
|                | Villa mit Nebengebäude, heute Verwaltungsgebäude | Friedrichstraße 12 (Karte)                    | 1908                    | Neobarockes Gebäude mit Stallgebäude von Eitel und Steigleder Geschützt nach § 2 DSchG |    |
|                | Mietswohnhaus | Friedrichstraße 15 (Karte)                    | 1895                    | Backsteineckhaus von Bihl und Woltz Geschützt nach § 2 DSchG |    |
|                | Wohnhaus | Friedrichstraße 17 (Karte)                    | 1892/93                 | Einfamilienhaus von Hugo Assenheimer in deutschem Renaissancestil lebendig gegliedert Geschützt nach § 2 DSchG |    |
|                | Mietshaus | Friedrichstraße 19 (Karte)                    | 1890                    | Giebelständiger Backstein-Werksteinbau von Hugo Assenheimer in historisierenden Formen Geschützt nach § 2 DSchG |    |
|                | Wohnhaus | Friedrichstraße 24 (Karte)                    | 1897                    | Backsteinbau mit Werksteingliederung, 1903 aufgestockt Geschützt nach § 2 DSchG |    |
|                | Wohnhaus mit Nebengebäude | Friedrichstraße 26 (Karte)                    | 1895                    | Backsteinbau in Renaissanceformen von Hugo Assenheimer, mit Remisengebäude und Zwischenbau (von Friedrich Haußer) Geschützt nach § 2 DSchG                                                                                            |    |
|                | Wohnhaus | Friedrichstraße 30 (Karte)                    | 1874                    | Handwerkerhaus mit reicher Stuckornamentik Geschützt nach § 2 DSchG |    |
|                | Teil der Stadtumgrenzung (siehe Asperger Straße) | Friedrichstraße 40/1, 48                      | 18. Jh.                 | Rest der Stadtumgrenzung nahe dem Stuttgarter Tor Geschützt nach § 2 DSchG |    |
|                | Villa | Friedrichstraße 62 (Karte)                    | 1924                    | Putzbau mit steilem Mansardwalmdach von Friedrich Knapp, mit Gartenumfriedung Geschützt nach § 2 DSchG |    |

#### G
| Bild           | Bezeichnung                                                                | Lage                                  | Datierung | Beschreibung | ID |
| -------------- | -------------------------------------------------------------------------- | ------------------------------------- | --------- | --- | -- |
|                | Teil des barocken Alleensystems (siehe Aldinger Straße)                    | Gänsfußallee (Karte)                  | barock    | Um 1750 als Lindenallee angelegt Geschützt nach § 2 DSchG |    |
|                | Wohn- und Verwaltungsgebäude der Oberamtssparkasse und -pflege Ludwigsburg | Gartenstraße 15 (Karte)               | 1896      | Backsteinbau mit Werksteinelementen in Renaissanceformen von Hugo Assenheimer Geschützt nach § 2 DSchG |    |
|                | Villa Zwissler                                                             | Gartenstraße 33 (Karte)               | 1912      | Kompakter Bau mit Walmdach und Standerker auf der Straßenseite, mit Garteneinfriedung. Friedrich Haußer für Musikdirektor J.E. Zwissler. Geschützt nach § 2 DSchG |    |
|                | Sudhaus (Teil der SG Körnder’schen Brauerei, s. Schützenstraße 8)          | Gartenstraße 45 (Karte)               | 1820      | Geschützt nach § 2 DSchG |    |
| Weitere Bilder | Ehemalige Geschützgießerei                                                 | Gießhausstraße 13 (Karte)             | 1812      | Von der Arsenaldirektion am äußeren südwestlichen Stadtrand errichtet, eingeschossiger Flügel mit Krüppelwalmdach erhalten, 1875 Einbau einer Wohnung, 1890 Einbau eines Pferdestalls, da als Ökonomie genutzt. Gartenmauer ist Teil der ehemaligen Stadtmauer. Geschützt nach § 2 DSchG |    |
|                | Wohnhaus                                                                   | Goetheplatz 6 (Karte)                 | 1911      | Länglicher Bau mit Kielbogendach, verschindelte Giebelfront mit mittigem Runderker. Hermann Henes Geschützt nach § 2 DSchG |    |
|                | Wohnhaus                                                                   | Goetheplatz 7 (Karte)                 | 1913/14   | Landhaus mit Mansarddach von Karl Schell Geschützt nach § 2 DSchG |    |
|                | Wohnhaus                                                                   | Goetheplatz 10 (Karte)                | 1914      | Landhaus im Heimatstil von G. Müller, Putzbau mit Holzverschindelung an den Giebeln Geschützt nach § 2 DSchG |    |
|                | Doppelwohnhaus                                                             | Goethestraße 1, Goetheplatz 1 (Karte) | 1911/12   | Symmetrisch gegliederte Einheit der zwei Haushälften von Adolf Knecht. Erhaltene Garteneinfriedung Geschützt nach § 2 DSchG |    |
|                | Doppelwohnhaus                                                             | Goethestraße 2, 4 (Karte)             | 1911      | Zwei identische Hälften mit Dachgeschoss als Doppelzwerchhaus und verbindendem Flacherker im Erdgeschoss, von Adolf Knecht Geschützt nach § 2 DSchG |    |
|                | Wohnhaus                                                                   | Goethestraße 6 (Karte)                | 1911      | Putzbau mit Mansardgiebeldach von Adolf Knecht, markanter Eckerker aus Sandstein Geschützt nach § 2 DSchG |    |
|                | Werkhalle der Brauerei-Maschinen-Fabrik A. Ziemann AG                      | Grönerstraße 17 (Karte)               | 1925/26   | Zur Herstellung großer Sudkessel geplant von Klatte und Weigle. Bedeutendstes Beispiel einer hölzernen Tragwerkkonstruktion in Zollinger-Lamellen-Bauweise in Südwestdeutschland. Nach Umbau für Büronutzung wurde Dachkonstruktion erhalten. Geschützt nach § 2 DSchG                   |    |

#### H
| Bild           | Bezeichnung | Lage                                                | Datierung                                                                                 | Beschreibung | ID |
| -------------- | --- | --------------------------------------------------- | ----------------------------------------------------------------------------------------- | --- | -- |
| Weitere Bilder | Schloss Harteneck mit Resten der umgebenden Befestigung und neuzeitlichen Gartenanlagen                                                           | Harteneck 1 (Karte)                                 | 13. Jh. (Ministerialenburg), 1705/08 (Umbau zum Schloss), nach 2003 Umbau zum Bürogebäude | Die barocke Zweiflügelanlage enthält noch den mittelalterlichen Palas im östlichen Teil. Umfassungs- und Zwingermauerreste, Geschützt nach § 2 DSchG |    |
| Weitere Bilder | Neuer Friedhof; ummauerter Südteil, Gründungsbereich der heutigen Anlage mit Bauten und Grabmälern; umfriedeter jüdischer Friedhof mit Grabmälern | Harteneckstraße 46, 54, 82, Neckarstraße 17, 27     | 1880, 1901 (jetzige Fassung), 1927 (Krematorium)                                          | Friedhofskapelle an der Westseite als neuromanischer Backsteinbau mit Vorhalle, Friedhofsverwaltung und Leichenhalle im gleichen Stil, auch ein Friedhofswärterhaus und ein Depotgebäude. Zahlreiche Grabmonumente von 1900 bis in die 1930er Jahre. Auf der nördlichen Friedhofserweiterung steht die Aussegnungshalle von Erwin Rohrberg. Jüdischer Friedhof mit Grabmälern der Zeit von 1900 bis 1937. Geschützt nach § 2 DSchG |    |
|                | Friedhofsverwaltung (Teil der SG Neuer Friedhof)                                                                                                  | Harteneckstraße 46 (Karte)                          |                                                                                           | Friedhofsverwaltung Geschützt nach § 2 DSchG |    |
|                | Friedhofskapelle (Teil der SG Neuer Friedhof) | Harteneckstraße 54 (Karte)                          |                                                                                           | Friedhofskapelle an der Westseite als neuromanischer Backsteinbau mit Vorhalle Geschützt nach § 2 DSchG |    |
|                | Wohnhaus | Harteneckstraße 55 (Karte)                          | 1906                                                                                      | Putzbau mit Fachwerkoberteil, Heimatstil und englische Einflüsse, von Adolf Knecht und Karl Hammer Geschützt nach § 2 DSchG |    |
|                | Teil des barocken Alleensystems (siehe Aldinger Straße)                                                                                           | Hartensteinallee (Karte)                            | barock, ab 1750                                                                           | Westabschnitt der ersten Querallee südlich der ehemaligen Stadtgrenze Geschützt nach § 2 DSchG |    |
|                | Wohnhaus mit Garteneinfriedung | Hartensteinallee 15 (Karte)                         | 1914                                                                                      | In Ecklage zur Königsallee stehender Putzbau mit Werksteinteilen und markantem Kielbogendach von Georg Stoll, mit Garteneinfriedung Geschützt nach § 2 DSchG |    |
|                | Teil des barocken Alleensystems (siehe Aldinger Straße)                                                                                           | Heilbronner Straße (Karte)                          | 1759                                                                                      | Chaussee nach Eglosheim bzw. Bietigheim, als doppelte Lindenallee angelegt Geschützt nach § 2 DSchG |    |
| Weitere Bilder | Fabrikantenvilla | Heilbronner Straße 30 (Karte)                       | 1892                                                                                      | Repräsentativer Backsteinbau in Gotik bzw. Tudorgotik; burgartige Anlage mit Garten auf Hangterrasse, von Hugo Assenheimer, mit Gartenmauer und -eingang mit Eisengittern Geschützt nach § 2 DSchG |    |
| Weitere Bilder | Landgut „Marienwahl“ | Heilbronner Straße 49, 51, 53, 57                   | frühes 19. Jh.                                                                            | Nur ein Teil des fürstlichen Landgutes hat sich erhalten: Das Varnbüler’sche Schlösschen (1825 von Ludwig G. Abel), zwei Diener- bzw. Kavaliershäuser, das Gartenterrain und als Ruine das große Stallgebäude (Nr. 57) Geschützt nach § 2 DSchG |    |
| Weitere Bilder | Hauptgebäude (Teil der SG Landgut „Marienwahl“)                                                                                                   | Heilbronner Straße 49 (Karte)                       | frühes 19. Jh.                                                                            | Nur ein Teil des fürstlichen Landgutes hat sich erhalten: Das Varnbüler’sche Schlösschen (1825 von Ludwig G. Abel), zwei Diener- bzw. Kavaliershäuser, das Gartenterrain und als Ruine das große Stallgebäude (Nr. 57) Geschützt nach § 2 DSchG |    |
| Weitere Bilder | Diener- bzw. Kavaliershaus (Teil der SG Landgut „Marienwahl“)                                                                                     | Heilbronner Straße 51 (Karte)                       | frühes 19. Jh.                                                                            | Nur ein Teil des fürstlichen Landgutes hat sich erhalten: Das Varnbüler’sche Schlösschen (1825 von Ludwig G. Abel), zwei Diener- bzw. Kavaliershäuser, das Gartenterrain und als Ruine das große Stallgebäude (Nr. 57) Geschützt nach § 2 DSchG |    |
| Weitere Bilder | Diener- bzw. Kavaliershaus (Teil der SG Landgut „Marienwahl“)                                                                                     | Heilbronner Straße 53 (Karte)                       | frühes 19. Jh.                                                                            | Nur ein Teil des fürstlichen Landgutes hat sich erhalten: Das Varnbüler’sche Schlösschen (1825 von Ludwig G. Abel), zwei Diener- bzw. Kavaliershäuser, das Gartenterrain und als Ruine das große Stallgebäude (Nr. 57) Geschützt nach § 2 DSchG |    |
| Weitere Bilder | Stallgebäude (Teil der SG Landgut „Marienwahl“)                                                                                                   | Heilbronner Straße 57 (Karte)                       | frühes 19. Jh.                                                                            | Nur ein Teil des fürstlichen Landgutes hat sich erhalten: Das Varnbüler’sche Schlösschen (1825 von Ludwig G. Abel), zwei Diener- bzw. Kavaliershäuser, das Gartenterrain und als Ruine das große Stallgebäude (Nr. 57) Geschützt nach § 2 DSchG |    |
|                | Teil des barocken Alleensystems (siehe Aldinger Straße)                                                                                           | Hindenburgstraße (Karte)                            | barock                                                                                    | Nördliche Parallele zur Friedrichstraße, geprägt durch Kasernenbauten und Blickpunkt Garnisonskirche Geschützt nach § 2 DSchG |    |
| Weitere Bilder | Ehemalige Karlskaserne, heute Kunstzentrum | Hindenburgstraße 29, 29/1, Fasanenstraße 49 (Karte) | 1889–1900                                                                                 | Nahezu quadratischer Teil eines ursprünglich groß angelegten Artillerie-Kasernements, Haupt- und Verwaltungsgebäude mit Nebengebäuden und einem ehemaligen Reithaus, Hofeinfriedung. Heute als städtische Kunstschule genutzt. Geschützt nach § 2 DSchG |    |
|                | Ehemaliges Bekleidungsamt des Württembergischen Armeekorps, heute Filterfabrik (Mann & Hummel)                                                    | Hindenburgstraße 45 (Karte)                         | 1888/89 bis 1903                                                                          | Komplex aus sechs Einzelgebäuden; ein Dienstgebäude, mehrere Produktionsgebäude, ein ehemaliges Kesselhaus und ein ehemaliges Pförtnerhaus. Zur Hindenburgstraße gibt es eine reich gegliederte Einfriedung mit zwei Toren, ein weiteres an der Württemberger Allee. Geschützt nach § 2 DSchG |    |
|                | Villa | Hindenburgstraße 52 (Karte)                         | 1914                                                                                      | Stattlicher Putzbau mit Walmdach von Gottfried Gabler; Hauptfront mit gerundetem Mittelerker; Garteneinfriedung Geschützt nach § 2 DSchG |    |
|                | Verwaltungsgebäude des Städtischen Schlachthofs (Siehe Schlachthofstraße 1)                                                                       | Hoferstraße 2 (Karte)                               |                                                                                           | siehe Schlachthofstraße 1 Geschützt nach § 2 DSchG |    |
|                | Hauptgebäude der Trikotagenfabrik Wilhelm Bleyle                                                                                                  | Hoferstraße 9 (Karte)                               | 1905, 1914 (2. Bauabschnitt)                                                              | Langgestreckter, mehrgeschossiger Stahlskelett-Skelettbau mit heller Backsteinverblendung, von Architekturbüro Philipp J. Manz. Heute für Bürozwecke genutzt. Geschützt nach § 2 DSchG |    |
| Weitere Bilder | Fabrikhalle (siehe Martin-Luther-Straße 36) | Hoferstraße 20 (Karte)                              |                                                                                           | Geschützt nach § 2 DSchG |    |
|                | Wohnhaus | Hoferstraße 21 (Karte)                              |                                                                                           | Geschützt nach § 2 DSchG |    |
|                | Wohnhaus, war Wohnhaus von Adolf und Henriette Ottenheimer                                                                                        | Hoferstraße 23 (Karte)                              |                                                                                           | Geschützt nach § 2 DSchG |    |
|                | Villa | Hoferstraße 25 (Karte)                              |                                                                                           | Geschützt nach § 2 DSchG |    |
|                | Villa | Hoferstraße 27 (Karte)                              |                                                                                           | Geschützt nach § 2 DSchG |    |
|                | Villa | Hoferstraße 29 (Karte)                              |                                                                                           | Geschützt nach § 2 DSchG |    |
|                | Wohnhausgruppe | Hoferstraße 37, Christophstraße 2 (Karte)           |                                                                                           | Geschützt nach § 2 DSchG |    |
|                | Doppelmietshaus | Hoferstraße 39, 41 (Karte)                          |                                                                                           | Geschützt nach § 2 DSchG |    |
| Weitere Bilder | Mietshauskomplex mit Läden | Hohenzollernplatz 1, 2, Hohenzollernstraße 5        |                                                                                           | Geschützt nach § 2 DSchG |    |
| Weitere Bilder | Mietshaus mit Laden | Hohenzollernplatz 1 (Karte)                         |                                                                                           | Geschützt nach § 2 DSchG |    |
| Weitere Bilder | Mietshaus | Hohenzollernplatz 2 (Karte)                         |                                                                                           | Geschützt nach § 2 DSchG |    |
| Weitere Bilder | Villa (ehemaliges Jüdisches Gemeindehaus (Ludwigsburg))                                                                                           | Hohenzollernstraße 3 (Karte)                        |                                                                                           | Geschützt nach § 2 DSchG |    |
|                | Mietshauskomplex (siehe Hohenzollernplatz 1) | Hohenzollernstraße 5 (Karte)                        |                                                                                           | Geschützt nach § 2 DSchG |    |
| Weitere Bilder | Doppelmietshaus | Hohenzollernstraße 8, 10                            |                                                                                           | Geschützt nach § 2 DSchG |    |
|                | Doppelmietshaus | Hohenzollernstraße 8 (Karte)                        |                                                                                           | Geschützt nach § 2 DSchG |    |
|                | Doppelmietshaus | Hohenzollernstraße 10 (Karte)                       |                                                                                           | Geschützt nach § 2 DSchG |    |
|                | Weinhaus Seeger | Holzmarkt 3 (Karte)                                 |                                                                                           | Geschützt nach § 2 DSchG |    |
|                | Wohnhaus mit Nebengebäude | Holzmarkt 4, 4/1 (Karte)                            |                                                                                           | Geschützt nach § 2 DSchG |    |
|                | Wohnhaus, Hofapotheke Brand | Holzmarkt 8 (Karte)                                 |                                                                                           | Geschützt nach § 2 DSchG |    |
| Weitere Bilder | Wohnhaus, ehemaliges Handwerkerhaus | Hospitalstraße 29 (Karte)                           |                                                                                           | Geschützt nach § 2 DSchG |    |

#### I
| Bild           | Bezeichnung                                                                                | Lage               | Datierung                        | Beschreibung | ID |
| -------------- | ------------------------------------------------------------------------------------------ | ------------------ | -------------------------------- | --- | -- |
| Weitere Bilder | Englischer Garten als Teil der Lustgärten von Schloss Ludwigsburg (siehe Schlossstraße 30) | In den Anlagen 1–5 | barock, 1797–1805 (Umgestaltung) | Er ist gegliedert in eine nach Norden abfallende Geländeschlucht und ein östlich anschließendes Plateau mit ovalem See. Der mit reichem Baumbestand, Grünanlagen, Wasserläufen und Felsenpartien eines ehemaligen Steinbruchs ausgestattete Garten zeigt noch fast alle der damals unter Leitung Thourets (1797–1805) errichteten Park- und Menageriebauten: Auf einem Felsmassiv und als Blickfang die Emichsburg, südlich davon das Wächterhaus. Im oberen Garten rings um den See die Park- und Spielgebäude, das Karussell, die Ruinen eines Aquädukts, das sogenannte Weinberghaus sowie das ehemalige sogenannte Känguruhhaus. Neueren Datums ist der Monopteros für David Friedrich Strauß (1910 von Paul Bonatz). Südlich der Dammallee gibt es heute eine Freiflug-Voliere. Geschützt nach § 2 DSchG |    |

#### J
| Bild           | Bezeichnung                                            | Lage                     | Datierung | Beschreibung | ID |
| -------------- | ------------------------------------------------------ | ------------------------ | --------- | --- | -- |
| Weitere Bilder | Teil des barocken Alleesystems (siehe Aldinger Straße) | Jägerhofallee (Karte)    | barock    | Sie markiert die alte östliche Stadtgrenze, früher auch Stadtmauerallee genannt. Ab 1760 von der Stadtmauer Carl Eugens begrenzt. Geschützt nach § 2 DSchG |    |
|                | Wohnhaus                                               | Jägerhofallee 39 (Karte) | 1903      | Hoher Backsteinbau mit straßenseitig reicher Werksteingliederung in Renaissanceformen von Fritz Baumgärtner. Geschützt nach § 2 DSchG                      |    |
|                | Villa                                                  | Jägerhofallee 59 (Karte) | 1911      | Gegliederter asymmetrischer Putzbau mit Mansarddach von Gottfried Gabler. Geschützt nach § 2 DSchG                                                         |    |

#### K
| Bild           | Bezeichnung                                                                                               | Lage                                                           | Datierung                                        | Beschreibung | ID |
| -------------- | --- | -------------------------------------------------------------- | ------------------------------------------------ | --- | -- |
|                | Wohnhaus mit Rückgebäude, später Gasthaus zum Goldenen Rössle                                             | Kaffeeberg 1 (Karte)                                           | 1715                                             | Vom Sattler Johann Jakob Wörn gleichzeitig mit dem Doppelhaus Holzmarkt 4, 4/1 erstellt. Gusseiserner Ausleger mit vergoldetem Pferd. Geschützt nach § 2 DSchG |    |
|                | Wohnhaus                                                                                                  | Kaffeeberg 6 (Karte)                                           | 1718/20                                          | Traufenhaus mit betonter Mittelachse (Zwerchhaus) für Johann Mezger Geschützt nach § 2 DSchG |    |
|                | Wohn- und Geschäftshaus                                                                                   | Kaffeeberg 8 (Karte)                                           | 1715/16                                          | Stattlicher Winkelbau auf hohem Kellersockel mit Mansarddach für den Metzger Johann Jakob Heilenmann Geschützt nach § 2 DSchG |    |
|                | Wohnhaus                                                                                                  | Kaffeeberg 9 (Karte)                                           | 1717                                             | Zweigeschossiges Traufhaus auf hohem Kellersockel, 1857 aufgestockt Geschützt nach § 2 DSchG |    |
|                | Wohn- und Geschäftshaus                                                                                   | Kaffeeberg 10, Eberhardstraße 28 (Karte)                       | 1716                                             | Aus zwei Baukörpern gefügte L-förmige Anlage. Bauliche Veränderungen des 19./20. Jahrhunderts Geschützt nach § 2 DSchG |    |
|                | Wohn- und Geschäftshaus                                                                                   | Kaffeeberg 11 (Karte)                                          | 1719/21                                          | Zweigeschossiges Traufenhaus mit Hofeinfahrt, 1847 Ladeneinbau, 1892 erweitert Geschützt nach § 2 DSchG |    |
|                | Wohn- und Geschäftshaus                                                                                   | Kaffeeberg 13 (Karte)                                          | 1719/20                                          | Zweigeschossiges Traufenhaus mit Krüppelwalm, im Erdgeschoss profilierte Ohrengewände, nach 1860 Ladeneinbau Geschützt nach § 2 DSchG |    |
| Weitere Bilder | Ehemalige Königin-Olga-Kaserne                                                                            | Kaiserstraße 6, 8, 30, 32, Kurfürstenstraße 13, 15, 17, 19, 22 | 1904–1906, 1913/14 (Erweiterung)                 | Neubauprojekt der königlichen Militärbauverwaltung vor dem Ersten Weltkrieg. Erhalten haben sich: Zwei Mannschaftsgebäude (Kaiserstr. 6, 8 und 30, 32) Reste der alten Einfriedung an Weimar- und Heinrich-Schweizer-Straße Drei Militärwohngebäude (Kurfürstenstr. 13, 15, 17/19) Schräg gegenüber das Offizierscasino (Nr. 22), als neubarocker Putzbau mit Mansardwalmdach, mit Vorgarten und Hauptgarten sowie einheitlicher Umfassungsmauer Geschützt nach § 2 DSchG |    |
| Weitere Bilder | Wohnhaus                                                                                                  | Karlsplatz 4 (Karte)                                           | 2. Hälfte 18. Jh.                                | Zweigeschossiger Putzbau mit Mansardwalmdach, noch aus der Entstehungszeit des Karlsplatzes erhalten Geschützt nach § 2 DSchG |    |
|                | Ehemalige Dragoner- bzw. Reiterkaserne des Dragoner-Regiment „Königin Olga“ (1. Württembergisches) Nr. 25 | Karlsplatz 5, Leonberger Straße 47, 47/1 (Karte)               | 1768/69                                          | Zweigeschossiger Winkelbau mit Mansarddach, der kürzere Flügel auf den Karlsplatz ausgerichtet, von Johann Adam Groß d. J. Ehemalige Stallungen und Nebengebäude (um 1900) als Hofumfriedung. Umbau für Wohnnutzung, nach dem 2. Weltkrieg Schaufenstereinbau und Umbauten zur Unterbringung des Staatsarchivs Ludwigsburg und des Staatlichen Hochbauamts. Geschützt nach § 2 DSchG                                                                                      |    |
|                | Wohngebäude für Unteroffiziersfamilien                                                                    | Karlsplatz 10, 11, 12, 13                                      | 1907–1909                                        | Vier dreigeschossige Reihenhäuser nach Plänen des königlichen Militärbauamts, mit einheitlicher barockisierender Platzfront; in der Höhe auf die Garnisonskirche abgestimmt. Geschützt nach § 2 DSchG |    |
| Weitere Bilder | Mietswohnhaus                                                                                             | Karlstraße 5 (Karte)                                           | 1908                                             | Großbürgerlicher Putzbau mit anspruchsvoller Werksteingliederung in Barockformen von Gottfried Gabler. Pfeilergeschmückter Eingangsvorbau. Geschützt nach § 2 DSchG |    |
| Weitere Bilder | Mietswohnhaus mit Laden, heute Sitz von NatureLife-International                                          | Karlstraße 7 (Karte)                                           | 1902                                             | Backsteinbau mit reich gotisierender Werksteingliederung, betonte Westachse mit Ladeneinbau, Flacherker und Zwerchgiebel, von Fritz Baumgärtner für den Fotografen Friedrich Fritz Geschützt nach § 2 DSchG |    |
|                | Beamtenwohnhäuser mit Ökonomiegebäude                                                                     | Keplerstraße 6 (Karte)                                         | 1876                                             | Nach Plänen von M. Schmohl für die höheren Angestellten der Zichorienfabrik errichtet. Backsteinbauten mit übergiebeltem Mittelrisalit, Ökonomiegebäude in Fachwerk. Geschützt nach § 2 DSchG |    |
|                | Beamtenwohnhäuser mit Ökonomiegebäude                                                                     | Keplerstraße 8 (Karte)                                         | 1876                                             | Nach Plänen von M. Schmohl für die höheren Angestellten der Zichorienfabrik errichtet. Backsteinbauten mit übergiebeltem Mittelrisalit, Ökonomiegebäude in Fachwerk. Geschützt nach § 2 DSchG |    |
|                | Wohn- und Geschäftshaus                                                                                   | Kirchstraße 1 (Karte)                                          | 1726                                             | Putzbau mit Zwerchhaus für Nagelschmied Hitzler, Fassade 1882/83 überarbeitet Geschützt nach § 2 DSchG |    |
|                | Wohn- und Geschäftshaus                                                                                   | Kirchstraße 2 (Karte)                                          | Mitte 18. Jh.                                    | Putzbau mit Walmdach, Geburtshaus Eduard Mörikes Geschützt nach § 2 DSchG |    |
|                | Wohn- und Geschäftshaus                                                                                   | Kirchstraße 3 (Karte)                                          | 1726                                             | Erbaut für zwei Metzger, Fassade 1870 überarbeitet und Zwerchhaus erweitert Geschützt nach § 2 DSchG |    |
|                | Wohn- und Geschäftshaus                                                                                   | Kirchstraße 6 (Karte)                                          | Mitte 18. Jh.                                    | Einzeln stehendes Traufenhaus, im 19. Jahrhundert verändert Geschützt nach § 2 DSchG |    |
| Weitere Bilder | Wohn- und Geschäftshaus                                                                                   | Kirchstraße 7, 7/1, 7/2 (Karte)                                | vor Mitte 18. Jh.                                | Doppelhaus mit Zwerchgiebel, Hofeinfahrt mit Korbbogengewände Geschützt nach § 2 DSchG |    |
|                | Wohn- und Geschäftshaus                                                                                   | Kirchstraße 15 (Karte)                                         | 1720                                             | Putzbau mit nördlicher Toreinfahrt, Gold- und Silberschmied-Laden der Kiesels ab 1838 Geschützt nach § 2 DSchG |    |
|                | Wohnhaus, sogenanntes Schubarthaus                                                                        | Kirchstraße 18 (Karte)                                         | 1725, Mitte 19. Jh. (Ergänzung des Zwerchhauses) | Durchgreifende bauliche Veränderungen im 20. Jahrhundert. 1769–1773 von Christian Friedrich Daniel Schubart bewohnt Geschützt nach § 2 DSchG |    |
|                | Teil des barocken Alleesystems (siehe Aldinger Straße)                                                    | Königinallee                                                   | barock                                           | Südlicher Abschluss des barocken Alleennetzes, von der Stuttgarter Straße nach Osten (Westabschnitt heutige Erich-Schmid-Straße) Geschützt nach § 2 DSchG |    |
|                | Teil des barocken Alleesystems (siehe Aldinger Straße)                                                    | Königsallee                                                    | barock, 1709/10                                  | Früheste und bedeutendste Allee Ludwigsburgs, 1709/10 von Nette geplante Promenadenallee, Bindeglied zwischen Schloss und Karlshöhe. Ursprünglich der herrschaftlichen Alleinnutzung vorbehalten. Geschützt nach § 2 DSchG |    |
|                | Bärenwiese, ehemaliger Herrschaftsgarten                                                                  | Königsallee (Karte)                                            | 1725/26                                          | Gartenterrain beiderseits der Königsallee in Fortsetzung des Schlossgartens. Ab 1816/17 als Baum- und Wiesengarten genutzt. Geschützt nach § 2 DSchG |    |
|                | Salon, historische Plantage auf der Karlshöhe                                                             | Königsallee, Alt-Württemberg-Allee, Königinallee (Karte)       | ab 1755                                          | Heute waldartige Grünanlage, mit Resten des ursprünglichen Wegenetzes und der einstigen Ausstattung mit Buschkulissen, Rondells und Irrgärten. Zum Teil alter Baumbestand. Geschützt nach § 2 DSchG |    |
|                | Gefallenendenkmal vor der Reinhardtskaserne                                                               | Königsallee                                                    | 1931                                             | Auf hohem Sockel stehendes Reiterstandbild von Emil Kiemlen Geschützt nach § 2 DSchG |    |
|                | Ehemalige Trainkaserne, später Reinhardtskaserne                                                          | Königsallee 33, 35, 37, 41, 43, 45, 49, 53, 55, 57             | 1882–1891, 1997–1999 (Umbau)                     | Nordabschnitt von Garnisonsbaumeister Maerklin für ein Train-(=Transport)Bataillon als Vierflügelanlage, Südabschnitt bis 1891 kleinere Dreiflügelanlage (Mannschaftsgebäude), 1997–1999 Umbau zum Film- und Medienzentrum. Geschützt nach § 2 DSchG |    |
|                | Ehemaliges Garnisonslazarett, heute Teil des Klinikums Ludwigsburg                                        | Königsallee 59/1, 59/2, 59/3, Hindenburgstraße 20/1            | 1878–1881                                        | U-förmiger Komplex aus drei dreigeschossigen Baukörpern mit Walmdächern (durch Korridortrakte verbunden), von der Königlichen Militärverwaltung erbaut; mit Isolierbaracke und Waschhaus. Backsteinmauer um das ganze Gelände Geschützt nach § 2 DSchG |    |
|                | Garnisonslazarett (Teil der SG Ehemaliges Garnisonslazarett)                                              | Königsallee 59/1,                                              | 1878–1881                                        | U-förmiger Komplex aus drei dreigeschossigen Baukörpern mit Walmdächern (durch Korridortrakte verbunden), von der Königlichen Militärverwaltung erbaut; mit Isolierbaracke und Waschhaus. Backsteinmauer um das ganze Gelände Geschützt nach § 2 DSchG |    |
|                | Garnisonslazarett (Teil der SG Ehemaliges Garnisonslazarett)                                              | Königsallee 59/2,                                              | 1878–1881                                        | U-förmiger Komplex aus drei dreigeschossigen Baukörpern mit Walmdächern (durch Korridortrakte verbunden), von der Königlichen Militärverwaltung erbaut; mit Isolierbaracke und Waschhaus. Backsteinmauer um das ganze Gelände Geschützt nach § 2 DSchG |    |
|                | Villa | Königsallee 68 (Karte)                                         | 1911                                             | Putzbau mit Walmdach von Fritz Baumgärtner, Garteneinfassung Geschützt nach § 2 DSchG |    |
|                | Doppelvilla                                                                                               | Königsallee 70, Robert-Franck-Allee 13 (Karte)                 | 1914                                             | Langgestreckter Putzbau mit Walmdach und Zwerchhäusern von Fritz Baumgärtner, Teilstück der ehemaligen Stadtmauer an der Grundstücksgrenze Geschützt nach § 2 DSchG |    |
|                | Wohnhaus                                                                                                  | Körnerstraße 20 (Karte)                                        | Mitte 18. Jh.                                    | Putzbau auf hohem Kellersockel, dort auch Ladeneinbau Geschützt nach § 2 DSchG |    |
|                | Wohnhaus                                                                                                  | Körnerstraße 21 (Karte)                                        | Mitte 18. Jh.                                    | Stattliches Eckhaus, Mittel- und Nordteil auf Hochkeller bzw. Tiefparterre Geschützt nach § 2 DSchG |    |
|                | Wohnhaus                                                                                                  | Körnerstraße 22 (Karte)                                        | Mitte des 18. Jh.                                | Eckhaus auf hohem Kellersockel und einläufiger hoher Freitreppe Geschützt nach § 2 DSchG |    |
|                | Bierkelleranlage                                                                                          | Kronenstraße 13 (Karte)                                        | 1844–1850                                        | Komplex von 5 unterschiedlich gebauten Gewölbekellern, Planung durch Friedrich Baumgärtner. Geschützt nach § 2 DSchG |    |
| Weitere Bilder | Villa, heute Bürohaus                                                                                     | Kurfürstenstraße 2 (Karte)                                     | 1911                                             | Asymmetrisch proportionierter Putzbau mit Mansarddächern, Stuttgarter Schule. Fritz Baumgärtner Geschützt nach § 2 DSchG |    |

#### L
| Bild           | Bezeichnung                                               | Lage                         | Datierung                             | Beschreibung | ID |
| -------------- | --------------------------------------------------------- | ---------------------------- | ------------------------------------- | --- | -- |
|                | Wohn- und Geschäftshaus                                   | Landhausstraße 2 (Karte)     | 1909                                  | Voluminöser Werkstein-Putzbau mit Mansardwalmdach, erbaut 1909 durch Karl Hammer. Geschützt nach § 2 DSchG                                     |    |
|                | Teil des barocken Alleensystems (siehe Aldinger Straße)   | Leonberger Straße (Karte)    | barock                                | Mit dem Karlsplatz zusammen angelegte breite Ost-West-Achse Geschützt nach § 2 DSchG                                                           |    |
| Weitere Bilder | Wohnhaus mit Nebengebäude                                 | Leonberger Straße 17 (Karte) | 1864                                  | Putzbau in Traufstellung, erhielt 1894 erst seine vielfarbige Backsteinverblendung, Albert Bauder Geschützt nach § 2 DSchG                     |    |
|                | Gasthaus zum Roten Ochsen (jetzt Wohn- und Geschäftshaus) | Lindenstraße 1 (Karte)       | 1724–1726                             | Eckhaus auf hohem Kellersockel, zur Lindestraße hin doppelläufige Freitreppe Geschützt nach § 2 DSchG                                          |    |
|                | Wohnhaus                                                  | Lindenstraße 3 (Karte)       | um 1720                               | Zweigeschossiger Putzbau für Hofbedienstete, Teile der barocken Ausstattung erhalten Geschützt nach § 2 DSchG                                  |    |
|                | Wohn- und Geschäftshaus                                   | Lindenstraße 4 (Karte)       | um 1720                               | Ursprünglich mit zentralem Eingang über Freitreppe und westlichem Korbbogentor, Zwerchhaus über den drei Mittelachsen Geschützt nach § 2 DSchG |    |
|                | Wohnhaus                                                  | Lindenstraße 5 (Karte)       | 1722                                  | Putzbau mit rundbogiger seitlicher Toreinfahrt, moderner Ladeneinbau Geschützt nach § 2 DSchG                                                  |    |
|                | Wohnhaus mit Nebengebäuden                                | Lindenstraße 6 (Karte)       | um 1720                               | Zweigeschossiger traufständiger Putzbau, Fachwerk über massivem Erdgeschoss; erweitertes Nebengebäude im Hof Geschützt nach § 2 DSchG          |    |
| Weitere Bilder | Wirtshausausleger                                         | Lindenstraße 8 (Karte)       | 1893/94                               | Vollplastische Metallskulptur des ehemaligen Gasthauses zum Falken Geschützt nach § 2 DSchG                                                    |    |
|                | Wohnhaus                                                  | Lindenstraße 11 (Karte)      | 1725                                  | Langgestreckter Putzbau mit seitlicher Hofeinfahrt Geschützt nach § 2 DSchG                                                                    |    |
|                | Wohnhaus                                                  | Lindenstraße 13 (Karte)      | 1725                                  | Putzbau für einen Handwerker, mittiges Portal mit Ohrengewände (Zeichnung von Frisoni) Geschützt nach § 2 DSchG                                |    |
|                | Wohnhaus                                                  | Lindenstraße 15 (Karte)      | 1725                                  | Langgestreckter Putzbau mit westlicher Hofeinfahrt Geschützt nach § 2 DSchG                                                                    |    |
| Weitere Bilder | Wohn- und Geschäftshaus                                   | Lindenstraße 16 (Karte)      | 1725/26                               | Putzbau mit westlicher Hofeinfahrt, Ladeneinbau in klassizistischem Stil Geschützt nach § 2 DSchG                                              |    |
|                | Wohnhaus                                                  | Lindenstraße 23 (Karte)      | spätes 18. Jh., 1896–1910 (Umbau)     | Ursprünglich zweigeschossig, später umgebaut, und kleiner Ladeneinbau Geschützt nach § 2 DSchG                                                 |    |
|                | Wohnhaus                                                  | Lindenstraße 27 (Karte)      | spätes 18. Jh.                        | Putzbau mit zentralem Eingang, Einbau von zwei Läden Geschützt nach § 2 DSchG                                                                  |    |
| Weitere Bilder | Wohnhaus                                                  | Lindenstraße 36 (Karte)      | spätes 18. Jh., 1872/73 (Aufstockung) | Das zweigeschossige Haus wurde aufgestockt und mit Dachterrasse versehen. Geschützt nach § 2 DSchG                                             |    |

#### M
| Bild           | Bezeichnung | Lage                                                                                      | Datierung | Beschreibung             | ID |
| -------------- | --- | ----------------------------------------------------------------------------------------- | --------- | ------------------------ | -- |
| Weitere Bilder | Marktbrunnen | Marktplatz (Karte)                                                                        |           | Geschützt nach § 2 DSchG |    |
|                | Wohn- und Geschäftshaus | Marktplatz 1 (Karte)                                                                      |           | Geschützt nach § 2 DSchG |    |
|                | Wohn- und Geschäftshaus | Marktplatz 2 (Karte)                                                                      |           | Geschützt nach § 2 DSchG |    |
|                | Wohn- und Geschäftshaus | Marktplatz 3 (Karte)                                                                      |           | Geschützt nach § 2 DSchG |    |
|                | Wohn- und Geschäftshaus | Marktplatz 4 (Karte)                                                                      |           | Geschützt nach § 2 DSchG |    |
|                | Wohn- und Geschäftshaus | Marktplatz 6 (Karte)                                                                      |           | Geschützt nach § 2 DSchG |    |
| Weitere Bilder | Wohn- und Geschäftshaus, Bischoff’sche Apotheke                                                                                                   | Marktplatz 7 (Karte)                                                                      |           | Geschützt nach § 2 DSchG |    |
|                | Ehemaliges Calwer Amtshaus, Geburtshaus von Justinus Kerner                                                                                       | Marktplatz 8, Untere Marktstraße 1 (Karte)                                                |           | Geschützt nach § 2 DSchG |    |
|                | Wohnhaus mit Gastwirtschaft | Marktplatz 9 (Karte)                                                                      |           | Geschützt nach § 2 DSchG |    |
|                | Wohn- und Geschäftshaus | Marktplatz 10 (Karte)                                                                     |           | Geschützt nach § 2 DSchG |    |
|                | Ehemaliges Waiblinger Amtshaus, heute Wohn- und Geschäftshaus                                                                                     | Marktplatz 11 (Karte)                                                                     |           | Geschützt nach § 2 DSchG |    |
|                | Ursprünglich zweiteiliges Wohn- und Geschäftshaus                                                                                                 | Marktplatz 13 (Karte)                                                                     |           | Geschützt nach § 2 DSchG |    |
|                | Giebelfragment mit Wappen vom ehemaligen Marstallreithaus                                                                                         | Marstallstraße (an der Fassade des Marstall-Centers, Seite zum Reithausplatz hin) (Karte) |           | Geschützt nach § 2 DSchG |    |
|                | Wohnhaus mit Ökonomieteil, Geburtshaus von David Friedrich Strauß                                                                                 | Marstallstraße 1 (Karte)                                                                  |           | Geschützt nach § 2 DSchG |    |
|                | Wohnhaus | Marstallstraße 3 (Karte)                                                                  |           | Geschützt nach § 2 DSchG |    |
|                | Wohnhaus mit Rückgebäuden, war Wohnhaus von Max Elsas und Meta Stiefel.                                                                           | Marstallstraße 4, 4/1 (Karte)                                                             |           | Geschützt nach § 2 DSchG |    |
|                | Palais Grävenitz mit ehemaligem Rückgebäude, heute Sitz der Ludwigsburger Schlossfestspiele                                                       | Marstallstraße 5, Charlottenstraße 14 (Karte)                                             |           | Geschützt nach § 2 DSchG |    |
|                | Wohnhaus | Marstallstraße 9 (Karte)                                                                  |           | Geschützt nach § 2 DSchG |    |
| Weitere Bilder | Mietswohnhaus mit Laden | Martin-Luther-Straße 23 (Karte)                                                           |           | Geschützt nach § 2 DSchG |    |
| Weitere Bilder | Mietswohnhaus | Martin-Luther-Straße 25 (Karte)                                                           |           | Geschützt nach § 2 DSchG |    |
|                | Ehemalige Maschinenfabrik G. W. Barth. Villa mit Fabrikhalle, freistehende Montagehalle und weiteres Wohngebäude                                  | Martin-Luther-Straße 36, 44, 47, Hoferstraße 20                                           |           | Geschützt nach § 2 DSchG |    |
|                | Wohngebäude (Teil der SG Maschinenfabrik G. W. Barth)                                                                                             | Martin-Luther-Straße 47 (Karte)                                                           |           | Geschützt nach § 2 DSchG |    |
|                | Doppelmietshaus | Martin-Luther-Straße 54, 56 (Karte)                                                       |           | Geschützt nach § 2 DSchG |    |
| Weitere Bilder | Mietswohnhaus | Martin-Luther-Straße 55 (Karte)                                                           |           | Geschützt nach § 2 DSchG |    |
|                | Zeughaus, heute Magazingebäude des Staatsarchivs Ludwigsburg                                                                                      | Mathildenstraße 1 (Karte)                                                                 |           | Geschützt nach § 2 DSchG |    |
|                | Gruppe von sechs Mietshäusern in geschlossener Reihe, Nr. 6 und 8 waren Wohnungen von Walter Pintus, Sara Ottenheimer, Jakob und Klara Greilsamer | Mathildenstraße 4, 6, 8, 10, 12, 14                                                       |           | Geschützt nach § 2 DSchG |    |
|                | Wohn- und Geschäftshaus | Mathildenstraße 15 (Karte)                                                                |           | Geschützt nach § 2 DSchG |    |
|                | Ehemaliges Artilleriedepot der Mathildenkaserne, heute Filmakademie Baden-Württemberg und Akademie für Darstellende Kunst Baden-Württemberg       | Mathildenstraße 20, Alleenstraße 25, 27, Gewächshausweg 4                                 |           | Geschützt nach § 2 DSchG |    |
|                | Wohnhaus Frisonis mit ehemaligem Ökonomieflügel, heute getrennte Wohnhäuser                                                                       | Mömpelgardstraße 2, 2/1, Schorndorfer Straße 25 (Karte)                                   | 1724      | Geschützt nach § 2 DSchG |    |
|                | Katholisches Schulhaus, heute Beratungszentrum des Caritasverbandes                                                                               | Mömpelgardstraße 4 (Karte)                                                                |           | Geschützt nach § 2 DSchG |    |
|                | Villa Gerok | Mömpelgardstraße 8 (Karte)                                                                |           | Geschützt nach § 2 DSchG |    |
|                | Mathildenhof | Mömpelgardstraße 12 (Karte)                                                               |           | Geschützt nach § 2 DSchG |    |
| Weitere Bilder | Wohnhaus mit Gesinde- und Stallgebäude, heute zwei Wohnhäuser                                                                                     | Mömpelgardstraße 14, 16                                                                   |           | Geschützt nach § 2 DSchG |    |
|                | Wohnhaus (Teil der SG Wohnhaus mit Gesinde- und Stallgebäude)                                                                                     | Mömpelgardstraße 14 (Karte)                                                               |           | Geschützt nach § 2 DSchG |    |
|                | Wohnhaus (Teil der SG Wohnhaus mit Gesinde- und Stallgebäude)                                                                                     | Mömpelgardstraße 16 (Karte)                                                               |           | Geschützt nach § 2 DSchG |    |
|                | Wohnhaus, war Haus von Joseph Süß Oppenheimer | Mömpelgardstraße 18 (Karte)                                                               |           | Geschützt nach § 2 DSchG |    |
|                | Ehemaliges Palais des Generals von Sternenfels und Kriegsschule Ludwigsburg, heute Verwaltungsgebäude,                                            | Mömpelgardstraße 24 (Karte)                                                               |           | Geschützt nach § 2 DSchG |    |
|                | Privatpalais, auch sogenanntes Maucler’sches Haus, heute Wohn- und Bürohaus                                                                       | Mömpelgardstraße 26 (Karte)                                                               |           | Geschützt nach § 2 DSchG |    |
| Weitere Bilder | Herrschaftliches Wohnhaus, sogenanntes Hahn’sches Haus mit Nebengebäude                                                                           | Mömpelgardstraße 28, 28/1                                                                 |           | Geschützt nach § 2 DSchG |    |
|                | Herrschaftliches Wohnhaus, sogenanntes Hahn’sches Haus (Teil der SG Herrschaftliches Wohnhaus)                                                    | Mömpelgardstraße 28 (Karte)                                                               |           | Geschützt nach § 2 DSchG |    |
|                | Nebengebäude (Teil der SG Herrschaftliches Wohnhaus, sogenanntes Hahn’sches Haus)                                                                 | Mömpelgardstraße 28/1 (Karte)                                                             |           | Geschützt nach § 2 DSchG |    |
|                | Doppelwohnhaus | Moserstraße 3, 5 (Karte)                                                                  |           | Geschützt nach § 2 DSchG |    |
|                | Villa von Bossert | Moserstraße 4 (Karte)                                                                     |           | Geschützt nach § 2 DSchG |    |
|                | Villa König | Moserstraße 6 (Karte)                                                                     |           | Geschützt nach § 2 DSchG |    |
|                | Teil des barocken Alleensystems (siehe Aldinger Straße)                                                                                           | Mühlstraße (Karte)                                                                        |           | Geschützt nach § 2 DSchG |    |
|                | Wohn- und Geschäftshaus | Myliusstraße 4 (Karte)                                                                    |           | Geschützt nach § 2 DSchG |    |
|                | Villa | Myliusstraße 8 (Karte)                                                                    |           | Geschützt nach § 2 DSchG |    |
|                | Doppelwohn- und Geschäftshaus | Myliusstraße 12, 14 (Karte)                                                               |           | Geschützt nach § 2 DSchG |    |
|                | Ehemaliges Post- und Telegrafenamt | Myliusstraße 16 (Karte)                                                                   |           | Geschützt nach § 2 DSchG |    |

#### O
| Bild | Bezeichnung                                                               | Lage                                          | Datierung                     | Beschreibung | ID |
| ---- | ------------------------------------------------------------------------- | --------------------------------------------- | ----------------------------- | --- | -- |
|      | Ehemaliges Tübinger Amtshaus, heute Büro- und Geschäftshaus               | Obere Marktstraße 1, Wilhelmstraße 12 (Karte) | 1723–1725, 1854 (Aufstockung) | 1746–1767 Rathaus, danach Lateinschule, im 19. Jahrhundert Knabenschule. Große Zweiflügelanlage mit ursprünglich zwei Geschossen, um 1854 aufgestockt. Ab 1926 Ladeneinbauten, das Erdgeschoss heute mit durchgehender Schaufensterzone. Geschützt nach § 2 DSchG              |    |
|      | Ehemaliges Ludwigsburger Amtshaus, heute Wohn- und Geschäftshaus          | Obere Marktstraße 2 (Karte)                   | 1722–1724                     | Ab 1804 im Besitz der Familie Eduard Mörikes (wohnte dort von 1808–1817). Zweigeschossiges Traufenhaus mit Veränderungen des 19. und 20. Jahrhunderts (Ladeneinbauten) Geschützt nach § 2 DSchG                                                                                |    |
|      | Ehemaliges Balinger Amtshaus, heute Wohn- und Geschäftshaus               | Obere Marktstraße 3 (Karte)                   | 1722–1725                     | Zweigeschossiges Traufenhaus, 1883 Ladeneinbauten, 1904 Hoftor in die Mitte versetzt, nach 1970 Umgestaltung der Ladenzone und der ehemaligen Hofeinfahrt. Geschützt nach § 2 DSchG                                                                                            |    |
|      | Ehemaliges Stuttgarter Amtshaus, heute Geschäftshaus                      | Obere Marktstraße 4 (Karte)                   | 1722–1724                     | Im 18. Jahrhundert Wohnquartier für die italienischen Künstler der neu erbauten Oper. 1770–1865 Gasthof zur Goldenen Kanne. 1865 erster Ladeneinbau für die Eisenwarenhandlung Lotter. Schaufenstergliederung von 1921 mit expressionistischem Dekor. Geschützt nach § 2 DSchG |    |
|      | Wohnhaus                                                                  | Obere Reithausstraße 2 (Karte)                | 1767                          | Aufstockung 1823, Osthälfte 1914 mit Zwerchhaus versehen Geschützt nach § 2 DSchG |    |
|      | Wohnhaus                                                                  | Obere Reithausstraße 8 (Karte)                | 1732                          | Handwerkerhaus, Putzbau mit seitlicher Hofeinfahrt und Zwerchhaus über der Mittelachse. Hauszeichen (gepanzerter Arm mit Eichenlaubzweig) Geschützt nach § 2 DSchG |    |
|      | Villa                                                                     | Obere Reithausstraße 22 (Karte)               | 1907                          | Eigenes Wohnhaus von Fritz Baumgärtner. Asymmetrisch gegliederter Putzbau mit vielgestaltigen historisierenden Formen. Jugendstilornamente. Geschützt nach § 2 DSchG |    |
|      | Villa                                                                     | Olgastraße 5 (Karte)                          | 1910                          | Von Friedrich Haußer. Kompakter Putzbau in barockem Habitus. Geschützt nach § 2 DSchG |    |
|      | Teil des barocken Alleensystems (siehe Aldinger Straße)                   | Osterholzallee (Karte)                        | 1749/50                       | Als Feldallee zwischen der Stadt und dem Jagdrevier „Im Osterholz“ angelegt. Ursprünglich mit Obstbäumen bepflanzt, 1801 durch Linden ersetzt (nur noch abschnittsweise erhalten). Geschützt nach § 2 DSchG                                                                    |    |
|      | Evangelische Erlöserkirche mit Gemeinde- und Pfarrhaus sowie Außenanlagen | Osterholzallee 51, Erbestraße (Karte)         | 1935–1936                     | Als Pfarrzentrum für die Weststadt entstanden, Plan von Otto Eichert. In der bewusst schlichten Formgebung und farblichen Einheit ist der Komplex ein Beispiel für den am Heimatstil orientierten Funktions- und Siedlungsbau der 1920/30er Jahre. Geschützt nach § 2 DSchG    |    |
|      | Wohnhaus mit Nebengebäuden                                                | Osterholzallee 59 (Karte)                     | 1898                          | Traufständiger Backsteinbau mit turmartigem Eckerker und burgartig ausgestalteter Straßenfront (Mittelrisalit). Im Garten Stall- und Remisengebäude, sowie ein sechseckiges Gartenhäuschen, beide aus Backstein Geschützt nach § 2 DSchG                                       |    |
|      | Villa mit Gärtnerhaus                                                     | Osterholzallee 76, 78                         | 1924                          | Von Paul Bonatz und Friedrich Scholer als Direktionsvilla für die Vereinigte Metallwarenfabrik. Großbürgerliches Landhaus im Heimatstil der 1920er Jahre. Gärtnerhaus als Walmdachbau in abgetrenntem Gartenteil erhalten. Geschützt nach § 2 DSchG                            |    |
|      | Villa                                                                     | Osterholzallee 76 (Karte)                     | 1924                          | Von Paul Bonatz und Friedrich Scholer als Direktionsvilla für die Vereinigte Metallwarenfabrik. Großbürgerliches Landhaus im Heimatstil der 1920er Jahre. Gärtnerhaus als Walmdachbau in abgetrenntem Gartenteil erhalten. Geschützt nach § 2 DSchG                            |    |

#### P
| Bild           | Bezeichnung                                                                    | Lage                                         | Datierung  | Beschreibung | ID |
| -------------- | ------------------------------------------------------------------------------ | -------------------------------------------- | ---------- | --- | -- |
| Weitere Bilder | Villa mit Nebengebäude                                                         | Pflugfelder Straße 5 (Karte)                 | 1876       | Kubischer zweigeschossiger Putzbau mit flachem Walmdach in klassizistischen Formen von Eugen Albertz. Erhaltene hohe Einfriedung, das Stall- und Remisengebäude erhielt sein Aussehen durch Albert Bauder 1890. Geschützt nach § 2 DSchG                                             |    |
| Weitere Bilder | Stall- und Remisengebäude samt Waschküche (Teil der SG Villa mit Nebengebäude) | Pflugfelder Straße 5 (Karte)                 | 1876       | Das Stall- und Remisengebäude erhielt sein Aussehen durch Albert Bauder 1890. Geschützt nach § 2 DSchG |    |
| Weitere Bilder | Wohnhaus mit Nebengebäude                                                      | Pflugfelder Straße 20, Brenzstraße 2 (Karte) | 1889/90    | Stattlicher Backsteinbau mit Werksteingliederung und Fachwerkteilen im Schweizerhausstil. Rückgebäude als Dreiflügelanlage mit Remise, Stallung, Waschküche und Bedienstetenwohnung. Dreiteiliges Gittertor zwischen Haupt- und Nebengebäude. Albert Bauder Geschützt nach § 2 DSchG |    |
| Weitere Bilder | Teil der Stadtumgrenzung (siehe Asperger Straße) – Pflugfelder Torhaus         | Pflugfelder Straße 38 (Karte)                | Spätbarock | Sogenanntes Pflugfelder Torhaus, eines der fünf erhaltenen Wachthäuser der Stadt. An der Nordseite ein Rest der Stadtmauer, südlich einer von sechs ursprünglich sechs Torpfeilern. Geschützt nach § 2 DSchG                                                                         |    |
|                | Verwaltungsgebäude des ehemaligen Bezirkskrankenhauses                         | Posilipostraße 2 (Karte)                     | 1901/02    | Zweiflügelanlage ist der Rest des Gründungskomplexes. K. Fränkel Geschützt nach § 2 DSchG |    |

#### R
| Bild           | Bezeichnung                                                                   | Lage                             | Datierung                                                   | Beschreibung | ID |
| -------------- | ----------------------------------------------------------------------------- | -------------------------------- | ----------------------------------------------------------- | --- | -- |
|                | Laufbrunnen                                                                   | Reithausplatz (Karte)            | 1817                                                        | Gusseiserner Rechtecktrog mit sechs Feldern, Brunnenstock 1958 erneuert, Brunnen selbst seit 1974 am heutigen Standort. Geschützt nach § 2 DSchG |    |
| Weitere Bilder | Wohnhaus mit Brauereiwirtschaft zum Rossknecht                                | Reithausplatz 21 (Karte)         | nach 1763, 1832 (Umbauten), 1888/89 (durchgreifender Umbau) | Als Zweiflügelanlage von Georg Baumgärtner erbaut, Stammhaus der Handwerker- und Baumeisterfamilie Baumgärtner. Spätklassizistische Fassade mit großem Zwerchhaus, Portalrahmung und Freitreppe durch Fritz Baumgärtner 1888/89. Geschützt nach § 2 DSchG |    |
|                | Villa Knecht                                                                  | Richard-Wagner-Straße 12 (Karte) | 1925                                                        | Zweigeschossiges Einfamilienhaus mit Büroanbau, im Stil der sogenannten Stuttgarter Schule, von Adolf Knecht für sich selbst erbaut. Geschützt nach § 2 DSchG                                                                                             |    |
|                | Römische Baureste                                                             | Riedle, Hirschgraben             | Antike                                                      | Reste eines Badegebäudes mit Hypokaustanlage und Schüröffnung, 1939 entdeckt. Geschützt nach § 2 DSchG |    |
| Weitere Bilder | Teil des barocken Alleensystems (siehe Aldinger Straße)                       | Robert-Franck-Allee (Karte)      | 1. Drittel 18. Jahrhundert (?)                              | Ehemalige Aldinger Allee, ab 1934 unter heutiger Bezeichnung. Als Lindenallee angelegt. Geschützt nach § 2 DSchG |    |
|                | Villa                                                                         | Robert-Franck-Allee 7 (Karte)    | 1904                                                        | Typische Vorstadtvilla nach Art eines repräsentativen Landhauses, mit bauzeitlicher Garteneinfriedung, von Otto Jeremias. Geschützt nach § 2 DSchG |    |
|                | Villa, heute Büro- und Seminargebäude der Kreisvolkshochschule                | Robert-Franck-Allee 9 (Karte)    | 1903                                                        | Putzbau mit Mansardwalmdach von Fritz Baumgärtner. Mischung aus Barock- und Jugendstilelementen; originale Innenausstattung. Geschützt nach § 2 DSchG |    |
|                | Villa                                                                         | Robert-Franck-Allee 11 (Karte)   | 1905                                                        | Vergleichbar mit Nachbarhaus Nr. 9. Mit dezentem Jugendstildekor, von Fritz Baumgärtner. Geschützt nach § 2 DSchG |    |
|                | Teil der Stadtumgrenzug (siehe Asperger Straße) – Mauerzug                    | Robert-Franck-Allee 30, 32       | barock                                                      | Vor Gebäuden des Tennisclubs stark herunter gezonter Mauerzug. Geschützt nach § 2 DSchG |    |
| Weitere Bilder | Teil der Stadtumgrenzug (siehe Asperger Straße) – Wachthaus des Aldinger Tors | Robert-Franck-Allee 52 (Karte)   | spätbarock                                                  | Eines der sechs erhaltenen barocken Torhäuser; typisch die Korbbogenlaube aus Sandstein. Geschützt nach § 2 DSchG |    |

#### S
| Bild           | Bezeichnung | Lage | Datierung                                   | Beschreibung | ID |
| -------------- | --- | --- | ------------------------------------------- | --- | -- |
|                | Villa | Salonallee 3 (Karte) | 1906                                        | Errichtet 1906 von Friedrich Kerndter. Putzbau im Heimatstil mit zeittypischem Außendekor. Geschützt nach § 2 DSchG |    |
|                | Wohnhaus | Salonallee 17 (Karte) | 1924                                        | Erbaut 1924 vom Büro Martz und Schmid (Stuttgart). Kleines Landhaus mit ausladendem Krüppelwalmdach. Geschützt nach § 2 DSchG |    |
|                | Schillerdenkmal | Schillerplatz (Karte) | 1882                                        | Auf der Grünfläche vor dem Zeughaus. Lebensgroßes Standbild des Dichters vom Ludwigsburger Bildhauer Ludwig von Hofer. Geschützt nach § 2 DSchG |    |
|                | Wohn- und Geschäftshaus | Schillerplatz 7 (Karte) | 1868                                        | Dreigeschossiger winkelförmiger Bau in spätklassizistischen Formen. Von 1930–1932 Wohnhaus der Geschwister Scholl. Geschützt nach § 2 DSchG |    |
|                | Verwaltungsgebäude des ehemaligen städtischen Schlachthof (heute Wohnhaus mit Gaststätte)                                                | Schlachthofstraße 1, Hoferstraße 2 (Karte) | 1889/90                                     | Zweiflügelanlage in Eckstellung, Backsteinbau mit Werksteinelementen. Julius Mössner 1889/90. Geschützt nach § 2 DSchG |    |
|                | Verwaltungsgebäude des ehemaligen städtischen Schlachthof                                                                                | Schlachthofstraße 1 (Karte) | 1889/90                                     | Zweiflügelanlage in Eckstellung, Backsteinbau mit Werksteinelementen. Julius Mössner 1889/90. Geschützt nach § 2 DSchG |    |
|                | Schlossstraße | Schlossstraße (Karte) | 1747–1760                                   | Teil des barocken Alleensystems (siehe Aldinger Straße) – Hier: zusammen mit der Stuttgarter Straße Haupt-Nord-Süd-Achse der Residenzstadt Geschützt nach § 2 DSchG |    |
|                | Wohn- und Geschäftshaus | Schlossstraße 3 (Karte) | Frühes 18. Jahrhundert, 1845/46 Aufstockung | Zweigeschossiges Haus des frühen 18. Jahrhunderts, 1845/46 aufgestockt, mit Dachbelvedere und klassizistischer Fassade, 1886 genutete Pilaster im Erdgeschoss; Nebengebäude im Hof Geschützt nach § 2 DSchG |    |
|                | Gasthaus zum Bären | Schlossstraße 7, 9 (Karte) | Frühes 18. Jahrhundert                      | Aus zwei Häusern des frühen 18. Jahrhunderts gefügte, längsgestreckte Zweiflügelanlage. Vielfältige Nutzung als Gasthaus, Kaserne und Schule in der Vergangenheit. Geschützt nach § 2 DSchG |    |
|                | Wohnhaus | Schlossstraße 13 (Karte) | 1717                                        | Zweigeschossiges Traufenhaus mit Zwerchhaus über mittigem Eingang. Nach dem von Frisoni entwickelten Einheitskonzepts gebaut. Geschützt nach § 2 DSchG |    |
|                | Wohnhaus | Schlossstraße 15 (Karte) | 1715                                        | Erbaut 1715 als Bürgerhaus ähnlich wie Nr. 13, aber mit Walmdach. Geschützt nach § 2 DSchG |    |
|                | Gasthaus zum Hirsch, heute Wohn- und Geschäftshaus                                                                                       | Schlossstraße 17, Alte Gasse 6 (Karte) | 1715                                        | Erbaut 1715/16 als Zweiflügelanlage auf Hochkeller. Im Hof Brunnen mit Inschrifttafel von 1723. Geschützt nach § 2 DSchG |    |
|                | Wohn- und Geschäftshaus | Schlossstraße 19 (Karte) | Frühes 18. Jahrhundert, 1888, 1896          | Kernbau geht wohl auf Nette zurück. Umbau mit historisierender Fassade 1888 und 1896. Geschützt nach § 2 DSchG |    |
|                | Schlussstein | Schlossstraße 19 (Karte) | 1716                                        | Kartusche mit Inschrift "W 1716" Geschützt nach § 2 DSchG |    |
|                | Wohnhaus (war Wohnhaus von Oskar Mannheim)                                                                                               | Schlossstraße 23 (Karte) | 1715/16                                     | Putzbau mit Zwerchhaus über Nordteil und Korbbogentor im Südteil, erbaut 1715/16 für den Löwenwirt Beuttenmüller; 1870–1890 als Mädchenschule genutzt. Geschützt nach § 2 DSchG |    |
|                | Schlussstein | Schlossstraße 23 (Karte) | 1722                                        | Wappenschild mit Löwe und Inschrift "PB 1722" Geschützt nach § 2 DSchG |    |
| Weitere Bilder | Sogenannter Grafenbau | Schlossstraße 29 (Karte) | 1724/25                                     | Kleines repräsentatives fünfachsiges Rokokopalais, erbaut 1724/25 nach Entwurf des herzoglichen Baumeisters Donato Giuseppe Frisoni als Amtssitz des herzoglichen Ministers von Carl Friedrich Wilhelm von Grävenitz. Vielfältige Nutzung seither, der schlossartige Außenbau stellt ein Unikat unter den Bürgerhäusern der Stadt dar. Geschützt nach § 2 DSchG |    |
| Weitere Bilder | Residenzschloss der Herzöge und späteren König von Württemberg                                                                           | Schlossstraße 30, In den Anlagen 1–5 (Karte) | 1704–1733                                   | Vorgänger des heutigen Schlosses war der Erlachhof, ein umwehrter Pfleghof des Klosters Bebenhausen. 1699–1702 von Herzog Eberhard Ludwig zum Jagdschloss umgebaut. Ab 1704 Neubau des alten Corps de Logis und anschließender Flügelbauten, das Jagdschloss musste weichen. Schloss Ludwigsburg ist das Ergebnis einer fast dreißigjährigen Baugeschichte. Geschützt nach § 2 DSchG                                                                                           |    |
| Weitere Bilder | Ehemaliger Gesandtenbau | Schlossstraße 31, 31/1, Schmiedgässle 5 (Karte)                                                                                                 | 1718/19                                     | Errichtet im Auftrag des Obervogts von Pöllnitz, ab 1721 Wohnung des herzoglichen Ministers von Grävenitz und bis 1725 auch dessen Amtssitze. Haupt- und Rückgebäude als Vierflügelanlage um einen Rechteckhof ausgeführt. Ab 1933 bis 2004 Direktions- und Dienstgebäude der Landespolizei. Zum Komplex zählt ein Stallgebäude, ein Backsteinbau des 19. Jahrhunderts (Schmiedgässle 5). Die Hausnummern 31/1 und 5 verloren 2017 den Denkmalschutz. Geschützt nach § 2 DSchG |    |
| Weitere Bilder | Gasthaus zum Waldhorn mit Nordflügel, heute separates Wohnhaus                                                                           | Schlossstraße 33, Marstallstraße 6 (Karte) | 1707/08                                     | Erbaut von Nette als erstes großes Haus außerhalb des Schlosses. Geschützt nach § 2 DSchG |    |
|                | Wohnhaus | Schlossstraße 35 (Karte) | 1715/16                                     | Geschützt nach § 2 DSchG |    |
|                | Ehemaliges Uracher Amtshaus, heute Wohn- und Bürohaus                                                                                    | Schlossstraße 37, Charlottenstraße 20 (Karte)                                                                                                   | 1716                                        | Geschützt nach § 2 DSchG |    |
|                | Teil der Stadtumgrenzung (siehe Asperger Straße).- Hier: Heilbronner Tor                                                                 | Schlossstraße 52 (Karte) | 1805                                        | Als letztes der Ludwigsburger Wachhäuser um 1805 entstanden. Geschützt nach § 2 DSchG |    |
|                | Schorndorfer Straße | Schorndorfer Straße (Karte) | 1805                                        | Teil der des barocken Alleensystems (siehe Aldinger Straße).- Hier: Ostarm des Ludwigsburger Achsenkreuzes, zusammen mit der früheren Poststraße, dann Wilhelmstraße, angelegt. Geschützt nach § 2 DSchG |    |
|                | Wohnhaus Frisonis mit ehemaligem Ökonomieflügel, heute getrennte Wohnhäuser                                                              | Schorndorfer Straße 25, Mömpelgardstraße 2, 2/1 (Karte)                                                                                         | 1724                                        | Geschützt nach § 2 DSchG |    |
|                | Ehemalige Strafvollzugsanstalt, heute Seniorenwohnheim                                                                                   | Schorndorfer Straße 26, 28, 36, 38, Alt-Württemberg-Allee 24, 24/1, 24/2, 26, 28, Friedrich-Ebert-Straße 27, 43, 45, 47, Thouretallee 3 (Karte) | 1725/26                                     | Geschützt nach § 2 DSchG | BW |
| Weitere Bilder | Ehemalige Porzellanmanufaktur | Schorndorfer Straße 42, 42/1, 42/2 (Karte) | 1713–1718                                   | Geschützt nach § 2 DSchG |    |
|                | Reihe dreier zweigeschossiger Wohnhäuser                                                                                                 | Schorndorfer Straße 46, 48, 52 (Karte) | ab 1760                                     | Geschützt nach § 2 DSchG |    |
|                | Mauerzug der ehemaligen Stadtmauer, heute Zentrale Stelle der Landesjustizverwaltungen zur Aufklärung nationalsozialistischer Verbrechen | Schorndorfer Straße 58 (Karte) |                                             | Teil der Stadtumgrenzung (siehe Asperger Straße) Geschützt nach § 2 DSchG |    |
| Weitere Bilder | Schorndorfer Tor | Schorndorfer Straße 60 (Karte) |                                             | Teil der Stadtumgrenzung (siehe Asperger Straße).- Hier. Schorndorfer Tor Geschützt nach § 2 DSchG |    |
| Weitere Bilder | Alter Friedhof und Kriegerehrenmal 1914/18                                                                                               | Schorndorfer Straße 71 (Karte) | 1761                                        | Geschützt nach § 2 DSchG |    |
|                | Körnder’sche Brauerei, ehemaliges Brauhaus mit Gaststätte, heute Wohnhaus mit Sudhaus                                                    | Schützenstraße 8, Gartenstraße 45 (Karte) | 1820                                        | Geschützt nach § 2 DSchG |    |
|                | Schulhaus | Schulgasse 8 (Karte) | 1907                                        | Geschützt nach § 2 DSchG |    |
|                | Schwieberdinger Straße | Schwieberdinger Straße (Karte) | 1759/60                                     | Geschützt nach § 2 DSchG | BW |
|                | Sogenanntes Hardegg’sches Haus, später Gaststätte                                                                                        | Seestraße 2 (Karte) | 1725                                        | Geschützt nach § 2 DSchG |    |
|                | Wohnhaus mit Gastronomie | Seestraße 3 (Karte) | 1728                                        | Geschützt nach § 2 DSchG |    |
| Weitere Bilder | Wohnhaus mit Nebengebäude (war Wohnhaus von Fanny Kusiel)                                                                                | Seestraße 49 (Karte) | 1881                                        | Geschützt nach § 2 DSchG |    |
| Weitere Bilder | Nebengebäude (Teil der SG Wohnhaus mit Nebengebäude)                                                                                     | Seestraße 49 (Karte) | 1881                                        | Geschützt nach § 2 DSchG |    |
|                | Solitudeallee, (Basislinie Solitude-Allee)                                                                                               | Solitudeallee (Karte) | 1764/65                                     | Teil des barocken Alleensystems.- Hier. ehemalige Feldallee Geschützt nach § 2 DSchG |    |
|                | Villa Feyerabend | Solitudeallee 59 (Karte) | 1898/99                                     | Geschützt nach § 2 DSchG |    |
| Weitere Bilder | Wohn- und Geschäftshaus | Solitudestraße 1 (Karte) | 1903/04                                     | Geschützt nach § 2 DSchG |    |
|                | Mietshaus | Solitudestraße 3 (Karte) | 1905                                        | Geschützt nach § 2 DSchG |    |
|                | Mietshaus mit rückwärtigem Saalgebäude                                                                                                   | Solitudestraße 5 (Karte) | 1904/05                                     | Geschützt nach § 2 DSchG |    |
|                | Mietshaus mit Laden | Solitudestraße 7 (Karte) | 1905                                        | Geschützt nach § 2 DSchG |    |
|                | Wohnhaus mit Gaststätte | Solitudestraße 9 (Karte) | 1905/06                                     | Geschützt nach § 2 DSchG |    |
|                | Wohnhaus | Solitudestraße 36 (Karte) | 1899/1900                                   | Geschützt nach § 2 DSchG |    |
| Weitere Bilder | Wohnhaus | Solitudestraße 41 (Karte) | 1868                                        | Geschützt nach § 2 DSchG |    |
| Weitere Bilder | Wohnhaus | Solitudestraße 42 (Karte) | 1872                                        | Geschützt nach § 2 DSchG |    |
|                | Wohnhaus | Solitudestraße 55 (Karte) | 1905                                        | Geschützt nach § 2 DSchG |    |
|                | Dekanat, auch sogenannte Spezialat, heute evangelische Pfarramt, Geburtshaus von Friedrich Theodor Vischer                               | Stadtkirchenplatz 1, 2 (Karte) | 1720                                        | Geschützt nach § 2 DSchG |    |
|                | Handwerkerhaus, heute Wohn- und Geschäftshaus                                                                                            | Stadtkirchenplatz 5 (Karte) | 1759/60                                     | Geschützt nach § 2 DSchG |    |
|                | Evangelische Stadtkirche | Stadtkirchenplatz 6 (Karte) | 1720–1726                                   | Geschützt nach § 2 DSchG |    |
|                | Niedrige Steinmauer | Straußweg (Karte) |                                             | Geschützt nach § 2 DSchG |    |
|                | Teil des barocken Alleensystems (siehe Aldinger Straße)                                                                                  | Stuttgarter Straße (Karte) | Frühes 18. Jahrhundert                      | Geschützt nach § 2 DSchG |    |
| Weitere Bilder | Wohn- und Geschäftshaus, Scala Ludwigsburg                                                                                               | Stuttgarter Straße 2 (Karte) | 1759                                        | Geschützt nach § 2 DSchG |    |
|                | Ehemalige Schildwirtschaft zur Stadt Stuttgart, heute Wohn- und Geschäftshaus                                                            | Stuttgarter Straße 4 (Karte) | 1759                                        | Geschützt nach § 2 DSchG |    |
|                | Wohn- und Geschäftshaus | Stuttgarter Straße 10 (Karte) | 1759/60                                     | Geschützt nach § 2 DSchG |    |
|                | Ehemalige Artilleriekaserne, heute Seniorenbegegnungsstätte und Bürogebäude                                                              | Stuttgarter Straße 12, 12/1, Mathildenstraße 29, 31 (Karte)                                                                                     | 1759/60                                     | Geschützt nach § 2 DSchG |    |
|                | Wohn- und Geschäftshaus | Stuttgarter Straße 14 (Karte) | 1760/61                                     | Geschützt nach § 2 DSchG |    |
|                | Wohn- und Geschäftshaus | Stuttgarter Straße 16 (Karte) | 1760                                        | Geschützt nach § 2 DSchG |    |
|                | Doppelhaus | Stuttgarter Straße 18, 20 (Karte) | 1767/68                                     | Geschützt nach § 2 DSchG |    |
| Weitere Bilder | Cottahaus | Stuttgarter Straße 26 (Karte) | 1760/61                                     | Geschützt nach § 2 DSchG |    |
|                | Schack’sches Haus | Stuttgarter Straße 28 (Karte) | 1760/61                                     | Geschützt nach § 2 DSchG |    |
|                | Wohn- und Geschäftshaus | Stuttgarter Straße 34 (Karte) | 1760                                        | Geschützt nach § 2 DSchG |    |
| Weitere Bilder | Forum am Schlosspark (Kultur- und Kongresshaus)                                                                                          | Stuttgarter Straße 33 (Karte) | 1988                                        | „Es nimmt auf drei Seiten das barocke Raster der Stadt auf und öffnet sich zum Schloss mit der schwingenden Foyerfassade. (...) Die vielen innovativen Lösungen von der Bühnentechnik über die variable Akustik bis hin zur Beleuchtung und Beheizung über die Fensterprofile würden von schwäbischem Tüftlertum und einem hohen Anspruch an Funktionalität zeugen.“ Geschützt nach § 2 DSchG                                                                                  |    |
|                | Ehemaliges Proviantamt und Militärbäckerei, auch sogenannte Bäckereikaserne, heute Hotel, Privatklinik, u. a.                            | Stuttgarter Straße 35, 35/1, 35/2, 35/3 (Karte)                                                                                                 | 1875                                        | Geschützt nach § 2 DSchG |    |
|                | Wohnhaus mit Gastwirtschaft, Ecke Karlsplatz                                                                                             | Stuttgarter Straße 36 (Karte) | 1760                                        | Geschützt nach § 2 DSchG |    |
| Weitere Bilder | Evangelische Garnisonskirche, heute Evangelische Friedenskirche                                                                          | Stuttgarter Straße 42 (Karte) | 1901–1903                                   | Geschützt nach § 2 DSchG |    |
|                | Wohnhaus, später Gardeoffiziers-Pavillon                                                                                                 | Stuttgarter Straße 48 (Karte) | 1763/64                                     | Geschützt nach § 2 DSchG |    |
|                | Wohn- und Geschäftshaus | Stuttgarter Straße 50 (Karte) | 1763/64                                     | Geschützt nach § 2 DSchG |    |
|                | Doppelwohnhaus | Stuttgarter Straße 52, 54 (Karte) | 1763/64                                     | Geschützt nach § 2 DSchG |    |
|                | Stuttgarter Tor, Reste der Stadtmauer | Stuttgarter Straße 62 | 1806                                        | Geschützt nach § 2 DSchG |    |
| Weitere Bilder | Stuttgarter Torhaus | Stuttgarter Straße 62 (Karte) | 1806                                        | Mansarddachbau mit Sandsteinlaube Geschützt nach § 2 DSchG |    |
|                | Villa | Stuttgarter Straße 65 (Karte) | 1899                                        | Geschützt nach § 2 DSchG |    |
|                | Villa | Stuttgarter Straße 67 (Karte) | 1899                                        | Geschützt nach § 2 DSchG |    |
|                | Villa mit Nebengebäude | Stuttgarter Straße 75 (Karte) | 1895                                        | Geschützt nach § 2 DSchG |    |
|                | Villa | Stuttgarter Straße 76 (Karte) | 1890                                        | Geschützt nach § 2 DSchG |    |
|                | Mietshaus | Stuttgarter Straße 78 (Karte) | 1914                                        | Geschützt nach § 2 DSchG |    |
|                | Mehrfamilienmietshaus | Stuttgarter Straße 103 (Karte) | 1911                                        | Geschützt nach § 2 DSchG |    |

#### T
| Bild           | Bezeichnung                                                          | Lage                                                | Datierung | Beschreibung             | ID |
| -------------- | -------------------------------------------------------------------- | --------------------------------------------------- | --------- | ------------------------ | -- |
|                | Teil des barocken Alleensystems (siehe Aldinger Straße)              | Talallee (Karte)                                    | barock    | Geschützt nach § 2 DSchG |    |
| Weitere Bilder | Gustav-Franck-Schule                                                 | Talstraße 8 (Karte)                                 | 1900      | Geschützt nach § 2 DSchG |    |
|                | Wohnhaus, sogenanntes Hampel’sches Haus                              | Talstraße 15 (Karte)                                | nach 1760 | Geschützt nach § 2 DSchG |    |
| Weitere Bilder | Ehemaliges Stadtspital, heute Städtisches Altenheim mit Nebengebäude | Talstraße 24 (Karte)                                | 1904      | Geschützt nach § 2 DSchG |    |
| Weitere Bilder | Nebengebäude des ehemaligen Stadtspitals                             | Talstraße 24, Nebengebäude zur Marienstraße (Karte) |           | Geschützt nach § 2 DSchG |    |

#### U
| Bild           | Bezeichnung                                                 | Lage                             | Datierung                                             | Beschreibung             | ID |
| -------------- | ----------------------------------------------------------- | -------------------------------- | ----------------------------------------------------- | ------------------------ | -- |
| Weitere Bilder | Wohnhaus mit Gaststätte                                     | Uhlandstraße 2 (Karte)           | 1881                                                  | Geschützt nach § 2 DSchG |    |
| Weitere Bilder | Wohnhaus                                                    | Uhlandstraße 4 (Karte)           | 1886                                                  | Geschützt nach § 2 DSchG |    |
| Weitere Bilder | Wohnhaus                                                    | Uhlandstraße 6 (Karte)           | 1887                                                  | Geschützt nach § 2 DSchG |    |
|                | Fabrikantenvilla                                            | Uhlandstraße 13 (Karte)          | 1874                                                  | Geschützt nach § 2 DSchG |    |
|                | Mietswohnhaus mit Gaststätte                                | Uhlandstraße 25 (Karte)          | 1899                                                  | Geschützt nach § 2 DSchG |    |
|                | Ehemaliges Ulanen-Offizierskasino, heute Verwaltungsgebäude | Uhlandstraße 33 (Karte)          | 1894/95, 1915/16 (1. Umbau), spätere Um- und Anbauten | Geschützt nach § 2 DSchG |    |
|                | Wohn- und Geschäftshaus                                     | Untere Marktstraße 2 (Karte)     | 1875                                                  | Geschützt nach § 2 DSchG |    |
| Weitere Bilder | Wohn- und Geschäftshaus                                     | Untere Marktstraße 3 (Karte)     | 1722/23                                               | Geschützt nach § 2 DSchG |    |
|                | Wohnhaus mit Gastwirtschaft                                 | Untere Marktstraße 5 (Karte)     | 1724                                                  | Geschützt nach § 2 DSchG |    |
| Weitere Bilder | Ehemaliges Fassmagazin mit Gewölbekeller, heute Kino        | Untere Reithausstraße 32 (Karte) | 1843/44                                               | Geschützt nach § 2 DSchG |    |

#### V
| Bild | Bezeichnung             | Lage                    | Datierung | Beschreibung | ID |
| ---- | ----------------------- | ----------------------- | --------- | --- | -- |
|      | Wohn- und Geschäftshaus | Vischerstraße 2 (Karte) | 1898      | Dreigeschossiger L-förmiger Bau in markanter Ecklage, mit Bäckerei, Bäckerladen, Gastwirtschaft und originaler Ladenfront, von Karl Hammer Geschützt nach § 2 DSchG |    |

#### W
| Bild           | Bezeichnung | Lage                                     | Datierung      | Beschreibung                                                        | ID |
| -------------- | --- | ---------------------------------------- | -------------- | ------------------------------------------------------------------- | -- |
| Weitere Bilder | Genossenschaftliche Siedlung (Teil der SG Genossenschaftliche Siedlung)                                                                 | Wernerstraße 46, 48                      | 1925–1930      | Gottfried Gabler Geschützt nach § 2 DSchG                           |    |
|                | Genossenschaftliche Siedlung (Teil der SG Genossenschaftliche Siedlung)                                                                 | Wernerstraße 46 (Karte)                  | 1925–1930      | Gottfried Gabler Geschützt nach § 2 DSchG                           |    |
|                | Genossenschaftliche Siedlung (Teil der SG Genossenschaftliche Siedlung)                                                                 | Wernerstraße 48 (Karte)                  | 1925–1930      | Gottfried Gabler Geschützt nach § 2 DSchG                           |    |
|                | Genossenschaftliche Siedlung (Teil der SG Genossenschaftliche Siedlung)                                                                 | Wernerstraße 52, 54                      | 1925–1930      | Gottfried Gabler Geschützt nach § 2 DSchG                           |    |
|                | Genossenschaftliche Siedlung (Teil der SG Genossenschaftliche Siedlung)                                                                 | Wernerstraße 52 (Karte)                  | 1925–1930      | Gottfried Gabler Geschützt nach § 2 DSchG                           |    |
|                | Genossenschaftliche Siedlung (Teil der SG Genossenschaftliche Siedlung)                                                                 | Wernerstraße 54 (Karte)                  | 1925–1930      | Gottfried Gabler Geschützt nach § 2 DSchG                           |    |
|                | Genossenschaftliche Siedlung (Teil der SG Genossenschaftliche Siedlung)                                                                 | Wilhelm-Bader-Straße 3, 5, 7, 9, 11, 13  | 1925–1930      | Gottfried Gabler Geschützt nach § 2 DSchG                           |    |
|                | Genossenschaftliche Siedlung (Teil der SG Genossenschaftliche Siedlung)                                                                 | Wilhelm-Bader-Straße 4, 6, 8, 10, 12, 14 | 1925–1930      | Gottfried Gabler Geschützt nach § 2 DSchG                           |    |
|                | Ehemaliges Amts-, Kanzlei- und Wohngebäude; heute Behördenbau der Stadtverwaltung                                                       | Wilhelmstraße 1, 5                       | 1722,          | Geschützt nach § 2 DSchG                                            |    |
|                | Gastwirtschaft zum Engel | Wilhelmstraße 4 (Karte)                  | 1762           | Geschützt nach § 2 DSchG                                            |    |
|                | Wohn- und Geschäftshaus | Wilhelmstraße 6 (Karte)                  | 1730           | Geschützt nach § 2 DSchG                                            |    |
|                | Wohn- und Geschäftshaus | Wilhelmstraße 8 (Karte)                  | 1725/26        | Geschützt nach § 2 DSchG                                            |    |
|                | Ehemaliges Herrenberger Amtshaus mit Wohnhaus von Grävenitz, spätere Kameralamt, Prälatur, u. a., heute Behördenbau der Stadtverwaltung | Wilhelmstraße 9                          | 1724–1726      | Geschützt nach § 2 DSchG                                            |    |
|                | Wohn- und Geschäftshaus | Wilhelmstraße 10 (Karte)                 | 1724–1729      | Geschützt nach § 2 DSchG                                            |    |
|                | Ehemaliges Heidenheimer Amtshaus, heute Rathaus                                                                                         | Wilhelmstraße 11 (Karte)                 | 1725           | Geschützt nach § 2 DSchG                                            |    |
|                | Ehemaliges Prinzenpalais, heute Ratskeller                                                                                              | Wilhelmstraße 13 (Karte)                 | 1727/28        | Geschützt nach § 2 DSchG                                            |    |
|                | Wohn- und Geschäftshaus | Wilhelmstraße 14 (Karte)                 | wohl nach 1733 | Geschützt nach § 2 DSchG                                            |    |
|                | Wohnhaus | Wilhelmstraße 17 (Karte)                 | 1729           | Geschützt nach § 2 DSchG                                            |    |
|                | Ehemalige Reiter- oder Ulanenkaserne, später auch „Wilhelmsbau“ genannt, danach Wilhelm-Galerie                                         | Wilhelmstraße 24 (Karte)                 | 1856           | zwischen 1856 und 1915 (mehrere Bauphasen) Geschützt nach § 2 DSchG |    |
|                | Wohnhaus | Wilhelmstraße 25, 27 (Karte)             | 1821           | Geschützt nach § 2 DSchG                                            |    |
|                | Wohnhaus | Wilhelmstraße 44 (Karte)                 | 1887           | Geschützt nach § 2 DSchG                                            |    |
|                | Wohnhaus | Wilhelmstraße 45 (Karte)                 | 1891           | Geschützt nach § 2 DSchG                                            |    |
|                | Doppelvilla | Wilhelmstraße 47, 49 (Karte)             | 1898           | Geschützt nach § 2 DSchG                                            |    |
|                | Wohnhaus | Wilhelmstraße 48 (Karte)                 | 1891           | Geschützt nach § 2 DSchG                                            |    |
|                | Wohnhaus | Wilhelmstraße 52 (Karte)                 | 1905           | Geschützt nach § 2 DSchG                                            |    |
| Weitere Bilder | Wohnhaus | Wilhelmstraße 54 (Karte)                 | 1905/06        | Geschützt nach § 2 DSchG                                            |    |
|                | Doppelwohnhaus | Wilhelmstraße 57, 59 (Karte)             | 1898           | Geschützt nach § 2 DSchG                                            |    |
|                | Wohnhaus | Wilhelmstraße 61 (Karte)                 | 1902           | Geschützt nach § 2 DSchG                                            |    |
|                | Wohnhaus | Wilhelmstraße 63 (Karte)                 | 1913           | Geschützt nach § 2 DSchG                                            |    |

## Weitere Ortsteile

### Eglosheim
| Bild           | Bezeichnung                                                                          | Lage | Datierung | Beschreibung             | ID |
| -------------- | ------------------------------------------------------------------------------------ | --- | --------- | ------------------------ | -- |
|                | Mittelalterlicher und frühneuzeitlicher Ortskern Eglosheim (Sachgesamtheit)          | Am Hohlweg, Beuttenmillerhof, Hirschbergstraße, Katharinenstraße, Klosterhof, Monreposstraße, Waltershalde |           | Geschützt nach § 2 DSchG |    |
|                | Römisches Mauerwerk                                                                  | Am Hohlweg, Hahnenstraße, Katharinenstraße                                                                 |           | Geschützt nach § 2 DSchG |    |
|                | Gaststätte Ludwigslust                                                               | August-Bebel-Straße 1 (Karte)                                                                              |           | Geschützt nach § 2 DSchG |    |
|                | Mittelalterlicher und frühneuzeitlicher Ortskern Eglosheim (Teil der Sachgesamtheit) | Beuttenmillerhof                                                                                           |           | Geschützt nach § 2 DSchG |    |
|                | Teil des barocken Alleensystems (siehe Aldinger Straße)                              | Frankfurter Straße (Karte)                                                                                 |           | Geschützt nach § 2 DSchG |    |
| Weitere Bilder | Wohnhaus                                                                             | Frankfurter Straße 27 (Karte)                                                                              |           | Geschützt nach § 2 DSchG |    |
|                | Römisches Mauerwerk (siehe Am Hohlweg)                                               | Hahnenstraße                                                                                               |           | Geschützt nach § 2 DSchG |    |
|                | Kelter, heute Feuerwehrmagazin                                                       | Hahnenstraße 30 (Karte)                                                                                    |           | Geschützt nach § 2 DSchG |    |
| Weitere Bilder | Evangelische Pfarrkirche St. Katharina                                               | Hirschbergstraße 2 (Karte)                                                                                 |           | Geschützt nach § 2 DSchG |    |
|                | Schulhaus, heute Gemeindehaus                                                        | Hirschbergstraße 4 (Karte)                                                                                 |           | Geschützt nach § 2 DSchG |    |
|                | Römisches Mauerwerk (sieh Am Hohlweg)                                                | Katharinenstraße                                                                                           |           | Geschützt nach § 2 DSchG |    |
|                | Doppelwohnhaus                                                                       | Katharinenstraße 20 (Karte)                                                                                |           | Geschützt nach § 2 DSchG |    |
|                | Doppelhofanlage                                                                      | Katharinenstraße 21, 21/1, 23, 23/1                                                                        |           | Geschützt nach § 2 DSchG |    |
|                | Torbogen                                                                             | Katharinenstraße 22 (Karte)                                                                                |           | Geschützt nach § 2 DSchG |    |
|                | Scheune                                                                              | Katharinenstraße 31/1                                                                                      |           | Geschützt nach § 2 DSchG |    |
|                | Gewölbekeller                                                                        | Katharinenstraße 36                                                                                        |           | Geschützt nach § 2 DSchG |    |
|                | Gewölbekeller                                                                        | Katharinenstraße 38/1                                                                                      |           | Geschützt nach § 2 DSchG |    |
|                | Rathaus                                                                              | Katharinenstraße 46 (Karte)                                                                                |           | Geschützt nach § 2 DSchG |    |
| Weitere Bilder | Hofanlage                                                                            | Katharinenstraße 48 (Karte)                                                                                |           | Geschützt nach § 2 DSchG |    |
|                | Pumpbrunnen                                                                          | Katharinenstraße (bei Nr. 46)                                                                              |           | Geschützt nach § 2 DSchG |    |
| Weitere Bilder | Seeschloss und Domäne Monrepos                                                       | Monrepos 1, 6, 7, 16, 18, 19, 20, 23                                                                       |           | Geschützt nach § 2 DSchG |    |
| Weitere Bilder | Teil des barocken Alleensystems (siehe Aldinger Straße – Innenstadt)                 | Monreposstraße (Karte)                                                                                     |           | Geschützt nach § 2 DSchG |    |
| Weitere Bilder | Ettermauer mit Runzenweg                                                             | Monreposstraße 1/1                                                                                         |           | Geschützt nach § 2 DSchG |    |
|                | Gasthof zum Hirsch                                                                   | Monreposstraße 1 (Karte)                                                                                   |           | Geschützt nach § 2 DSchG |    |
|                | Statuen                                                                              | Osterwiese 9                                                                                               |           | Geschützt nach § 2 DSchG |    |
| Weitere Bilder | Teil des barocken Alleensystems (siehe Aldinger Straße – Innenstadt)                 | Seeschlossallee (Karte)                                                                                    |           | Geschützt nach § 2 DSchG |    |

### Hoheneck
| Bild           | Bezeichnung | Lage | Datierung | Beschreibung                                      | ID |
| -------------- | --- | --- | --------- | ------------------------------------------------- | -- |
|                | Römischer Gutshof | Am Brünnele, Heiligenäcker, Hubertusstraße, Julius-Knorpp-Straße, Oskar-Paret-Straße                                                        |           | Geschützt nach § 2 DSchG                          |    |
|                | Mittelalterliche und frühneuzeitliche Stadt Hoheneck mit Stadtbefestigung                                                                    | Am Neckar, Bäckergasse, Bangertsweg, Brunnengasse, Heimengasse, Keltergasse, Ludwigsburger Straße, Obere Gasse, Untere Gasse, Wolfganggasse |           | Geschützt nach § 2 DSchG                          |    |
|                | Scheune | Am Neckar 15 (Karte) |           | Geschützt nach § 2 DSchG                          |    |
|                | Scheune | Am Neckar 23 (Karte) |           | Geschützt nach § 2 DSchG                          |    |
|                | Ruine Burg Hoheneck samt Befestigungswerken und sogenanntem Bergfried, Weinberge mit oberem und unterem Weinberghaus sowie zwei Unterständen | Am Schlossberg, Am Schlossberg 1 (Karte) |           | Geschützt nach § 2 DSchG                          |    |
|                | Schutzhütte | Bangert |           | Geschützt nach § 2 DSchG                          |    |
|                | Weinberghaus | Bangert 1 |           | Geschützt nach § 2 DSchG                          |    |
|                | Mausoleum der Familie Ostertag-Siegle | Bangertsweg 10 (Karte) |           | Geschützt nach § 2 DSchG                          |    |
|                | Gruhbank | Bottwartalstraße |           | Geschützt nach § 2 DSchG                          |    |
|                | Wohnhaus mit Remise und Einfriedung | Heimengasse 28 (Karte) |           | Geschützt nach § 2 DSchG                          |    |
|                | Remise (bei Wohnhaus) | Heimengasse 28 |           | Geschützt nach § 2 DSchG                          |    |
|                | Konsolstein | Keltergasse 1 |           | Geschützt nach § 2 DSchG                          |    |
|                | Türgewände | Keltergasse 1 |           | Geschützt nach § 2 DSchG                          |    |
|                | Kelter | Keltergasse 4 (Karte) |           | Geschützt nach § 2 DSchG                          |    |
|                | Brückenhaus | Marbacher Straße 220 (Karte) |           | Geschützt nach § 2 DSchG                          |    |
|                | Altes Schulhaus | Obere Gasse 5 (Karte) |           | Geschützt nach § 2 DSchG                          |    |
|                | Herrschaftliches Wohnhaus, sogenanntes Kapff’sches Haus                                                                                      | Obere Gasse 12 (Karte) |           | Geschützt nach § 2 DSchG                          |    |
|                | Standbild Ruhender Neckar | Uferstraße (Karte) | 1910      | Künstler: Ludwig Habich Geschützt nach § 2 DSchG  |    |
|                | Grabmal (Mausoleum der Familie Ebel) | Uferstraße 50 (Karte) |           | Geschützt nach § 2 DSchG                          |    |
|                | Plastik einer Schreitenden | Uferstraße 50 (Karte) | 1962      | Künstler: Gerhard Marcks Geschützt nach § 2 DSchG |    |
|                | Gewölbekeller | Untere Gasse 4 |           | Geschützt nach § 2 DSchG                          |    |
|                | Weingärtnerhaus | Untere Gasse 5 (Karte) |           | Geschützt nach § 2 DSchG                          |    |
|                | Gasthof zum Ochsen | Untere Gasse 9 (Karte) |           | Geschützt nach § 2 DSchG                          | BW |
|                | Scheune | Untere Gasse 42 (Karte) |           | Geschützt nach § 2 DSchG                          |    |
|                | Gasthof zur Krone mit Nebengebäuden | Untere Gasse 44 (Karte) |           | Geschützt nach § 2 DSchG                          |    |
|                | Nebengebäude (Gasthof zur Krone) | Untere Gasse 44 |           | Geschützt nach § 2 DSchG                          |    |
| Weitere Bilder | Evangelische Pfarrkirche St. Wolfgang mit Begräbnisplatz samt Ummauerung                                                                     | Wolfganggasse 2 (Karte) |           | Geschützt nach § 2 DSchG                          |    |
|                | Pfarrhaus | Wolfganggasse 6 (Karte) |           | Geschützt nach § 2 DSchG                          |    |

### Neckarweihingen
| Bild           | Bezeichnung                                                      | Lage | Datierung | Beschreibung             | ID |
| -------------- | ---------------------------------------------------------------- | --- | --------- | ------------------------ | -- |
|                | Mittelalterlicher und frühneuzeitlicher Ortskern Neckarweihingen | Birklenstraße, Brückenstraße, Fährstraße, Friedrich-Keller-Straße, Hauptstraße, Kramerstraße, Lechtstraße, Neue Straße, Pfarrstraße, Wittumhof |           | Geschützt nach § 2 DSchG |    |
|                | Hofanlage                                                        | Birklenstraße 8 |           | Geschützt nach § 2 DSchG |    |
|                | Wohnhaus der Hofanlage                                           | Birklenstraße 8 (Karte) |           | Geschützt nach § 2 DSchG |    |
|                | Wohnhaus                                                         | Brückenstraße 2 (Karte) |           | Geschützt nach § 2 DSchG |    |
|                | Wohnhaus                                                         | Hauptstraße 3 (Karte) |           | Geschützt nach § 2 DSchG |    |
|                | Frühmesshaus mit Kelleranlage                                    | Hauptstraße 15, 17, 19 |           | Geschützt nach § 2 DSchG |    |
|                | Wohnstallhaus, heute Wohn- und Geschäftshaus                     | Hauptstraße 26 (Karte) |           | Geschützt nach § 2 DSchG |    |
|                | Birklenhof                                                       | Hauptstraße 41 (Karte) |           | Geschützt nach § 2 DSchG |    |
|                | Gewölbekeller                                                    | Hauptstraße 45 |           | Geschützt nach § 2 DSchG |    |
|                | Doppelwohnhaus                                                   | Hauptstraße 49, 51 (Karte) |           | Geschützt nach § 2 DSchG |    |
|                | Wohnhaus                                                         | Hauptstraße 55 (Karte) |           | Geschützt nach § 2 DSchG |    |
|                | Wohnhaus                                                         | Hauptstraße 59 (Karte) |           | Geschützt nach § 2 DSchG |    |
|                | Wohnhaus                                                         | Hauptstraße 63 (Karte) |           | Geschützt nach § 2 DSchG |    |
|                | Römische Baureste                                                | Märktbrunnen (Erdbronnen) |           | Geschützt nach § 2 DSchG |    |
| Weitere Bilder | Evangelische Pfarrkirche St. Laurentius                          | Pfarrstraße 4 (Karte) |           | Geschützt nach § 2 DSchG |    |
| Weitere Bilder | Pfarrhof                                                         | Pfarrstraße 7, 11 (Karte) |           | Geschützt nach § 2 DSchG |    |
|                | Kelleranlage                                                     | Pfarrstraße 8 |           | Geschützt nach § 2 DSchG |    |

### Ossweil
| Bild           | Bezeichnung                                              | Lage | Datierung | Beschreibung             | ID |
| -------------- | -------------------------------------------------------- | --- | --------- | ------------------------ | -- |
|                | Mittelalterlicher und frühneuzeitlicher Ortskern Ossweil | Baltenstraße, Brunnenstraße, Flurstraße, Friesenstraße, Griesengasse, Hinter der Holderburg, Hirschstraße, Holderstraße, Lange Straße, Neckarweihinger Straße, Westfalenstraße, Wettegasse, Wettemarkt |           | Geschützt nach § 2 DSchG |    |
| Weitere Bilder | Flak-Kaserne Ludwigsburg                                 | Comburgstraße 20–50 (gerade Zahlen) |           | Geschützt nach § 2 DSchG |    |
|                | Schloss                                                  | Flurstraße 3, 5 (Karte) |           | Geschützt nach § 2 DSchG |    |
|                | Schlossscheune (siehe Holderstraße 14)                   | Hinter der Holderburg 6 (Karte) |           | Geschützt nach § 2 DSchG |    |
|                | Holderburg                                               | Holderstraße 14, Hinter der Holderburg 6 (Karte) |           | Geschützt nach § 2 DSchG |    |
|                | Wohnstallhaus                                            | Lange Straße 13 (Karte) |           | Geschützt nach § 2 DSchG |    |
|                | Schafhaus                                                | Neckarweihinger Straße 19 (Karte) |           | Geschützt nach § 2 DSchG |    |
|                | Pfarrhaus mit Nebengebäude                               | Westfalenstraße 4 (Karte) |           | Geschützt nach § 2 DSchG |    |
|                | Torgewände                                               | Westfalenstraße 4 |           | Geschützt nach § 2 DSchG |    |
| Weitere Bilder | Evangelische Pfarrkirche St. Januarius                   | Westfalenstraße 13 (Karte) |           | Geschützt nach § 2 DSchG |    |
|                | Scheune                                                  | Westfalenstraße 37 (Karte) |           | Geschützt nach § 2 DSchG |    |

### Pflugfelden
| Bild           | Bezeichnung                                                  | Lage                                                   | Datierung | Beschreibung             | ID |
| -------------- | ------------------------------------------------------------ | ------------------------------------------------------ | --------- | ------------------------ | -- |
|                | Mittelalterlicher und frühneuzeitlicher Ortskern Pflugfelden | Beim Rathaus, Dorfstraße, Drittelshof, Stockheimer Hof |           | Geschützt nach § 2 DSchG |    |
|                | Scheune                                                      | Beim Rathaus 1, Dorfstraße 18/1                        |           | Geschützt nach § 2 DSchG |    |
| Weitere Bilder | Ökonomiegebäude                                              | Dorfstraße 17 (Karte)                                  |           | Geschützt nach § 2 DSchG |    |
|                | Pfarrhaus                                                    | Dorfstraße 19 (Karte)                                  |           | Geschützt nach § 2 DSchG |    |
| Weitere Bilder | Evangelische Pfarrkirche St. Ulrich                          | Dorfstraße 21 (Karte)                                  |           | Geschützt nach § 2 DSchG |    |
|                | Bauernhaus                                                   | Dorfstraße 22 (Karte)                                  |           | Geschützt nach § 2 DSchG |    |
|                | Keller                                                       | Dorfstraße 24/1 (Karte)                                |           | Geschützt nach § 2 DSchG | BW |
|                | Pumpenhaus                                                   | Kleines Feldle 27 (Karte)                              |           | Geschützt nach § 2 DSchG |    |

### Poppenweiler
| Bild           | Bezeichnung | Lage | Datierung | Beschreibung             | ID |
| -------------- | --- | --- | --------- | ------------------------ | -- |
|                | Mittelalterlicher und frühneuzeitlicher Ortskern Poppenweiler                                                          | Affalterbacher Straße, Erdmannhäuser Straße, Haldenstraße, Hintere Straße, Hochdorfer Straße, Kelterplatz, Quergasse, Rathausgasse, Reinhold-Meier-Straße, Sankt-Georg-Straße, Stiergasse, Vordere Straße |           | Geschützt nach § 2 DSchG |    |
|                | Gruhbank | Am Grasigen Weg (Karte) |           | Geschützt nach § 2 DSchG |    |
|                | Neckarkanal von Mannheim (Mündung in den Rhein) bis Plochingen (Hafen)                                                 | Bundeswasserstraße Neckar, Neckarstaustufe 1, Neckartalstraße 102 |           | Geschützt nach § 2 DSchG |    |
|                | Kelter | Erdmannshäuser Straße 1 (Karte) |           | Geschützt nach § 2 DSchG |    |
| Weitere Bilder | Schulhaus | Hintere Straße 2 (Karte) |           | Geschützt nach § 2 DSchG |    |
|                | Hofanlage | Hintere Straße 7, 7/1 (Karte) |           | Geschützt nach § 2 DSchG | BW |
|                | Kelleranlage | Hintere Straße 20 |           | Geschützt nach § 2 DSchG |    |
|                | Scheune mit Anbau | Hintere Straße 33/1 (Karte) |           | Geschützt nach § 2 DSchG |    |
|                | Scheune | Hintere Straße 38 (Karte) |           | Geschützt nach § 2 DSchG |    |
|                | Scheune | Hintere Straße 42 (Karte) |           | Geschützt nach § 2 DSchG |    |
|                | Weinbauernhof | Hintere Straße 45 (Karte) |           | Geschützt nach § 2 DSchG |    |
|                | Wohnhaus | Hintere Straße 53 (Karte) |           | Geschützt nach § 2 DSchG |    |
|                | Farrenhof | Hintere Straße 55 (Karte) |           | Geschützt nach § 2 DSchG |    |
|                | Hofanlage | Hintere Straße 57 (Karte) |           | Geschützt nach § 2 DSchG |    |
| Weitere Bilder | Evangelische Pfarrkirche St. Georg                                                                                     | Hochdorfer Straße 5 (Karte) |           | Geschützt nach § 2 DSchG |    |
|                | Hofanlage | Hochdorfer Straße 15 (Karte) |           | Geschützt nach § 2 DSchG |    |
|                | Scheune | Kelterplatz 7/1 |           | Geschützt nach § 2 DSchG |    |
|                | Zehntscheune | Kelterplatz 8 (Karte) |           | Geschützt nach § 2 DSchG |    |
|                | Kraftwerk, Hauptgebäude mit Turbinenhalle, Werkstatt und Büro sowie Bedienstetenhaus                                   | Mühläckerstraße 17, 19 |           | Geschützt nach § 2 DSchG |    |
| Weitere Bilder | Teil der SG Neckarkanal (siehe Bundeswasserstraße Neckar) hier: Staustufe Poppenweiler mit Kraftwerk und Maschinenhaus | Neckarstaustufe 1, Neckartalstraße 102 |           | Geschützt nach § 2 DSchG |    |
|                | Gasthof zur Krone | Steinheimer Straße 1 (Karte) |           | Geschützt nach § 2 DSchG |    |
|                | Wirtshausausleger vom Gasthof zur Krone                                                                                | Steinheimer Straße 1 (Karte) |           | Geschützt nach § 2 DSchG |    |
|                | Villa Blank | Steinheimer Straße 28 (Karte) |           | Geschützt nach § 2 DSchG |    |
|                | Bauernhaus | Stiergasse 2 (Karte) |           | Geschützt nach § 2 DSchG |    |
|                | Rathaus | Vordere Straße 1 (Karte) |           | Geschützt nach § 2 DSchG |    |

## Gemarkungsgrenzsteine
| Bild | Bezeichnung                                      | Lage                               | Datierung | Beschreibung                                                                                                   | ID |
| ---- | ------------------------------------------------ | ---------------------------------- | --------- | --- | -- |
|      | Grenzstein im Favoritepark Nr. 7                 | Favoritepark                       |           | Grenzstein mit der Inschrift N 7, LWB – auf der Wiese nördlich des Favoriteschlosses Geschützt nach § 2 DSchG  |    |
|      | Grenzstein im Favoritepark Nr. 8                 | Favoritepark                       |           | Grenzstein mit der Inschrift N 8, LWB – auf der Wiese nördlich des Favoriteschlosses Geschützt nach § 2 DSchG  |    |
|      | Grenzstein im Favoritepark Nr. 9                 | Favoritepark                       |           | Grenzstein mit der Inschrift N 9, LWB – auf der Wiese nördlich des Favoriteschlosses Geschützt nach § 2 DSchG  |    |
|      | Grenzstein im Favoritepark Nr. 10                | Favoritepark                       |           | Grenzstein mit der Inschrift N 10, LWB – auf der Wiese nördlich des Favoriteschlosses Geschützt nach § 2 DSchG |    |
|      | Grenzstein im Favoritepark Nr. 23                | Favoritepark                       |           | Grenzstein Nr. 23 – an dem Weg der von der Wilhelmsallee zum Östlichen Parkweg führt Geschützt nach § 2 DSchG  |    |
|      | Grenzstein                                       | Gießhausweg                        |           | Grenzstein an der Bahnstrecke – unweit des Gebäudes Gießhausstraße 13 Geschützt nach § 2 DSchG                 |    |
|      | Grenzstein in Hoheneck                           | Hoheneck, Ecke Bangertsweg/Burgweg |           | Geschützt nach § 2 DSchG                                                                                       |    |
|      | Grenzstein im Osterholz (Wald) Nr. 6/12/33       | Osterholz (Karte)                  |           | Geschützt nach § 2 DSchG                                                                                       |    |
|      | Grenzstein im Osterholz (Wald) Nr. 8/14/35       | Osterholz                          |           | Geschützt nach § 2 DSchG                                                                                       |    |
|      | Grenzstein (Nr. 9) unterhalb des Lembergs (Wald) |                                    |           | Geschützt nach § 2 DSchG                                                                                       |    |
|      | Grenzstein Nr. 10 unterhalb des Lembergs (Wald)  |                                    |           | Geschützt nach § 2 DSchG                                                                                       |    |
|      | Grenzstein Nr. 21 unterhalb des Lembergs (Wald)  |                                    |           | Geschützt nach § 2 DSchG                                                                                       |    |
|      | Grenzstein Nr. 23 unterhalb des Lembergs (Wald)  |                                    |           | Geschützt nach § 2 DSchG                                                                                       |    |
|      | Grenzstein Nr. 24 unterhalb des Lembergs (Wald)  |                                    |           | Geschützt nach § 2 DSchG                                                                                       |    |
|      | Grenzstein Nr. 28 unterhalb des Lembergs (Wald)  |                                    |           | Geschützt nach § 2 DSchG                                                                                       |    |
|      | Grenzstein Nr. 37                                |                                    |           | Grenzstein Nr. 37 – südlich des Zipfelbachs Geschützt nach § 2 DSchG                                           |    |
|      | Grenzstein Nr. 38                                |                                    |           | Grenzstein Nr. 38 – südlich des Zipfelbachs Geschützt nach § 2 DSchG                                           |    |
|      | Grenzstein                                       |                                    |           | Grenzstein unweit des Lembachs – Grenzverlauf zwischen Poppenweiler und Affalterbach Geschützt nach § 2 DSchG  |    |
|      | Grenzstein Nr. 28                                |                                    |           | Grenzstein am Lembach Geschützt nach § 2 DSchG                                                                 |    |
|      | Grenzstein Nr. 76                                |                                    |           | Grenzstein Nr. 76 – am Lembach Geschützt nach § 2 DSchG                                                        |    |

## Abgegangene Kulturdenkmale
| Bild | Bezeichnung                                          | Lage                                         | Datierung              | Beschreibung | ID |
| ---- | ---------------------------------------------------- | -------------------------------------------- | ---------------------- | --- | -- |
|      | Abgegangene Siedlung Geisnang, abgegangener Fuchshof | Alter Ossweiler Weg .... Schorndorfer Straße |                        | Geschützt nach § 2 DSchG |    |
|      | Wohnhaus mit Gastronomie                             | Schlossstraße 27                             | 1713, mehrere Umbauten | Eckhaus mit langem Flügel zum Kaffeeberg, erbaut 1713 von Nette, 1723 erstes Kaffeehaus der Stadt (daher der Straßenname). Umbauten anfangs des 19. Jahrhunderts und 1924, sowie nach 1950. Im Jahr 2017 abgerissen. Geschützt nach § 2 DSchG |    |